# Артек
«Арте́к» — международный детский центр (лагерь) на южном берегу Крыма. В советское время был самым знаменитым пионерским лагерем СССР и считался визитной карточкой пионерской организации страны.
«Лагерь-санаторий в Артеке» (первоначальное название детского центра) был создан в 1925 году по инициативе председателя Российского общества Красного Креста Зиновия Петровича Соловьёва. Первым его руководителем стал врач Фёдор Фёдорович Шишмарёв. Первая смена «Артека» открылась 16 июня 1925 года.
Постепенно «Артек» из небольшого летнего палаточного лагеря вырос в один из самых крупных в мире комплексов детского отдыха. С 1960 года началась реализация проекта архитектора Анатолия Полянского «Большой Артек».

## Название и предыстория
Лагерь получил своё название по месту расположения — в урочище Артек на берегу одноимённой реки (первоначальное название — «Лагерь в Артеке»). Происхождение самого слова, как и многих других крымских топонимов, имеет тюркское либо греческое толкование. Наиболее обоснованные версии связаны с греческими словами «άρκτος» (медведь) — по расположению у «Аю-Дага (Медведь-гора)», «oρτύκια» (перепёлка), «άρτος» (хлеб) либо с тюрко-татарским «арты́к» (буйвол).
В самом лагере наиболее популярной является версия, связанная с перепёлками. Существует устойчивое выражение «Артек — перепелиный островок» и песня с таким названием.
В XIX веке польский поэт Густав Олизар приехал в Крым и убедил татар продать ему за 2 рубля серебром небольшой участок у подножия горы Аю-Даг, где он высадил виноградники и масличные деревья. Со временем площадь имения возросла до 200 десятин. Перестроенный дом графа сохранился на территории лагеря «Горный». В первой половине XIX века в урочище Артек находилось имение Татьяны Потёмкиной, урождённой княжны Голицыной. В октябре 1836 года поэт Александр Пушкин отправил письмо в Артек её брату, музыканту и переводчику Николаю Голицыну.

## История

Пионерская линейка в «Артеке», 1925

«Артек» был основан как лагерь-санаторий для детей, страдающих туберкулёзной интоксикацией, по инициативе председателя Российского общества Красного Креста Зиновия Соловьёва.
Впервые о создании детского лагеря в Артеке было объявлено 5 ноября 1924 года на празднике московской пионерии. Деятельное участие в подготовке к открытию лагеря приняли Российское общество Красного Креста (РОКК), Российский коммунистический союз молодёжи (будущий ВЛКСМ) и Центральное Бюро юных пионеров. Руководил подготовкой лично З. П. Соловьёв. В некоторых источниках он указывается как первый директор «Артека», хотя непосредственное руководство лагерем сразу же после его открытия было поручено Ф. Ф. Шишмарёву.
Лагерь был открыт 16 июня 1925 года и состоял из четырёх больших брезентовых палаток. На первую смену приехало 80 пионеров из Москвы, Иваново-Вознесенска и Крыма.
В 1926 году начальником Артека стал Сергей Марго. В том году в лагере побывала первая зарубежная делегация — пионеры из Германии.
Первые артековцы жили в брезентовых палатках. Через два года на берегу были поставлены лёгкие фанерные домики. А в 1930-е годы, благодаря построенному в верхнем парке зимнему корпусу, «Артек» постепенно был переведён на круглогодичную работу. В 1936 году в «Артеке» прошла смена пионеров-орденоносцев, награждённых правительственными наградами, а в 1937 году лагерь принял детей из охваченной Гражданской войной Испании.
С 1925 по 1941 годы в лагере побывало около 35 тыс. детей.
В годы Великой Отечественной войны «Артек» был эвакуирован через Москву в Сталинград, а затем — в санаторий «Серебряные пруды». Конечной точкой маршрута стала расположенная в алтайских предгорьях Белокуриха. В алтайском «Артеке» вместе с ребятами, оказавшимися в начале войны в Крыму, отдыхали и сибирские школьники. Сразу же после освобождения Крыма в апреле 1944 года началось восстановление «Артека». В августе открылась первая послевоенная смена. Через год территория лагеря была увеличена до нынешних размеров. 9 февраля 1945 года артековцы приветствовали участников Ялтинской конференции.
За 1947 год в «Артеке» было принято около 4 тысяч детей, из которых только 50 были из-за рубежа (из Польши и Чехословакии). В годовом отчёте за 1947 год руководство «Артека» особо отметило этот факт, указав, что через 5 месяцев после возвращения на родину эти дети изучают русский язык, радуются успехам СССР, «рассказывают правду о Советском Союзе», пишут письма вожатым и советским друзьям, причём «в каждом письме выражают чувство глубокой любви, большой признательности к советским людям и великой стране социализма».
В 1958 году «Артек» передан в ведение ЦК ВЛКСМ и получил официальный статус международного лагеря.
С начала 1960-х годов в лагере производилась реконструкция по проекту А. Т. Полянского. К 1969 году в «Артеке» насчитывалось уже 150 зданий, три медицинских центра, школа, киностудия «АртекФильм», три плавательных бассейна, стадион на 7000 мест и детские площадки для различных нужд.
Отличием «Артека» от других лагерей было то, что он работал круглогодично, для чего на его территории была полноценная общеобразовательная школа.
В 1930-е годы «Артек» в течение некоторого времени носил имя своего основателя — З. П. Соловьёва. Затем, Указом Президиума Верховного Совета СССР от 23 июля 1940 г. (отменён Указом Президиума Верховного Совета СССР от 15 января 1962 г.) Всесоюзному санаторному пионерскому лагерю «Артек» было присвоено имя В. М. Молотова, курировавшего «Артек» в правительстве и часто приезжавшего в лагерь. В 1957 году, накануне 40-й годовщины Октябрьской революции, «Артеку» было присвоено имя В. И. Ленина.

Знак «Артека» во времена СССР

В советское время путёвка в «Артек» считалась престижной наградой как для советских детей, так и для зарубежных. Путёвки удостаивались самые лучшие из пионеров по многочисленным показателям (участие в делах пионерской дружины, поведение, успеваемость и тому подобное). В дни расцвета ежегодное количество путёвок в «Артек» составляло 27 тысяч. В период между 1925—1969 годами «Артек» принял 300 тысяч детей, включая более 13 тысяч детей из 17 зарубежных стран.
В 1952 году в ГДР пионерская организация имени Эрнста Тельмана построила пионерский лагерь, похожий на «Артек», получивший название «Пионерская республика имени Вильгельма Пика».
В 1966 году в «Артеке» побывали 810 детей из других государств:
- Монгольская народная республика' — 148 детей;
- Алжир — 133 ребёнка;
- Франция — 84 ребёнка;
- Великобритания — 11 детей;
- ФРГ — 10 детей.

Большинство иностранных детей приезжало в «Артек» во время школьных каникул — в июле — августе. Это была так называемая международная смена. Пребывание иностранных групп детей оплачивалось советской стороной. Как правило, это были группы детей, сформированные по квоте для зарубежных организаций. Приглашение посетить «Артек» получали также дети участников антифашистского сопротивления в Европе, деятелей национально-освободительного движения стран Азии, Африки и Латинской Америки, а также активистов лояльно настроенных к СССР общественных организаций.
Советский комитет ветеранов войны ежегодно за счёт собственных средств приглашал для отдыха в «Артеке» несколько групп детей из стран Европы (как социалистических, так и капиталистических), которые формировали иностранные общественные организации борцов с нацизмом и бывших узников концлагерей. Этими группами руководили иностранцы, но к каждой группе прикрепляли переводчика (он же решал организационные вопросы).
Во второй половине 1980-х годов использовались также иные формы отбора школьников из капиталистических стран. Например, в 1988 году 100 американских школьников из 20 штатов США получили путёвки в «Артек» по итогам конкурса сочинений (тема была — «Почему я хочу попасть в Артек?»).
На Международный детский фестиваль «Пусть всегда будет солнце!», который проводился в «Артеке» в 1977 году, съехались 1500 детей и 500 почётных гостей из 103 стран.
Почётными гостями «Артека» в разные годы были Жан-Бедель Бокасса, Леонид Брежнев, Юрий Гагарин, Индира Ганди, Урхо Кекконен, Никита Хрущёв, Джавахарлал Неру, Отто Шмидт, Лидия Скобликова, Пальмиро Тольятти, Хо Ши Мин, Бенджамин Спок, Михаил Таль, Валентина Терешкова, Лев Яшин. В июле 1983 года «Артек» посетила американка Саманта Смит.
13 сентября 1945 года «Артек» был награждён Орденом Трудового Красного Знамени. В 1975 году лагерь был награждён второй государственной наградой — Орденом Дружбы народов.
Похожие, хотя и менее знаменитые, пионерские лагеря были и в других республиках СССР. Второе место по престижности занимал Всероссийский пионерский лагерь «Орлёнок» (Краснодарский край, РСФСР). Далее следовали республиканские лагеря отдыха «Океан» (Приморский край, РСФСР), «Молодая гвардия» (Одесская область, УССР) и «Зубрёнок» (Минская область, БССР).
С июня 1991 года «Артек» становится Международным детским центром(МДЦ).
В последующие годы зародились такие программы, как: Международный детский кинофестиваль «Артек» (проводится с 1993 года), Международный аэрокосмический фестиваль «Сузір′я Артек» (с 1994 года), Международный конкурс-фестиваль детского и юношеского творчества «Наша земля — Украина», Международный детский хоровой конкурс-фестиваль им. Г. Струве «Артековские зори» (с 1998 года).
С июня 1995 года «Артек» становится членом Международного содружества детских лагерей.

Эмблема МДЦ «Артек» в 1995 году

В 1996 году в лагере прошла Международная биологическая олимпиада.
6 июня 2000 года коллектив Международного детского центра «Артек» удостоен Почётной грамоты Президиума Верховной Рады Автономной Республики Крым.
c 1992 по 2000 собственность Артека находилась под управлением Комитета по делам молодёжи.
С 2000 по 2014 годы находился в подчинении ГУП «Управление делами президента Украины».
Летом 2008 года было объявлено о создании на основе «Артека» центра украинского национального воспитания. 29 июля состоялась презентация программы «Украина во мне. Я для Украины», которая, по заявлению пресс-службы «Артека», должна стать «основой содержательных проектов „Артека“». В сентябре 2008 года президент Национального Олимпийского комитета Украины Сергей Бубка объявил о планах использования лагеря в качестве тренировочной базы национальной Олимпийской сборной, однако эти планы так и не были реализованы. В то же время в украинский период в «Артеке» был запущен ряд новых проектов. В частности, это Фестиваль детского творчества «Наша земля — Украина», фестиваль «Танцы в „Артеке“», международный конкурс-фестиваль талантливых детей «Щасливі долоні» («Счастливые ладони») и другие.
В январе 2009 года «Артек» впервые за свою историю временно прекратил работу из-за проблем с финансированием. Генеральный директор «Артека» Борис Новожилов на пресс-конференции в Киеве заявил, что при таком отношении властей 2009 год может «стать последним годом существования „Артека“». По данным украинских СМИ, в знак протеста 19 января 2009 года Новожилов начал голодовку. 15 февраля 2009 года в Москве, на площади Краснопресненской заставы, при поддержке Московской городской организации Союза коммунистической молодёжи прошёл митинг в защиту «Артека», организованный по инициативе московских школьников-артековцев, побывавших в лагере и «поддерживающих свою крепкую артековскую дружбу».
В 2013 году в «Артеке» отдохнули дети из 67 государств, однако 90 % от общего числа составляли уроженцы Украины. В этом же году президент Украины Виктор Янукович открыл реконструированный стадион «Артека».

### Современность
После аннексии Крыма Российской Федерацией 16 июня 2014 года было создано ФГБОУ "МДЦ «Артек» (федеральное государственное бюджетное образовательное учреждение «Международный детский центр „Артек“»). Функции учредителя переданы Министерству образования и науки Российской Федерации, подготовлен проект программы развития центра.
Также была начата разработка новой концепции развития центра, было получено 894 экспертных заключения. В качестве приоритетного направления работы центра, помимо отдыха и оздоровления, была определена инновационная образовательная деятельность. К разработке новых образовательных технологий «Артека» были привлечены эксперты из различных регионов России. Стартовую повестку развития «Артека» составили вопросы скорейшего инфраструктурного восстановления, обеспечение высокой пропускной способности и доступности, а также создание нового содержания деятельности.
Осенью 2014 года в «Артеке» стартовали работы по благоустройству территории, реконструкции и капитальному ремонту корпусов. Из бюджета РФ на реконструкцию «Артека» выделено около 5 млрд рублей. За 2014—2015 гг. была проведена масштабная реконструкция лагеря, достройка недостроев, строительство новых зданий и других объектов инфраструктуры. В корпусах поменяли коммуникации, завезли новую мебель, отреставрировали столовую, оборудовали спортивную площадку. Проводился также ремонт бассейнов, лагерь снабдили современными компьютерами. 27 февраля 2015 года были сданы в эксплуатацию 4 корпуса лагеря «Лазурный».
В марте 2015 года Правительство РФ утвердило Программу развития «Артека» до 2020 года.
20 марта 2015 года на пресс-конференции в Москве директор «Артека» Алексей Каспржак представил новую систему распределения путёвок — «Артек» становится поощрением ребёнку за достижения в различных областях деятельности. Заезд первой артековской смены 2015 года состоялся 26 апреля в лагере «Лазурный». Всего в 2015 году «Артек» принял около 20 тысяч детей.

90-летие Артека, 16 июня 2015 года
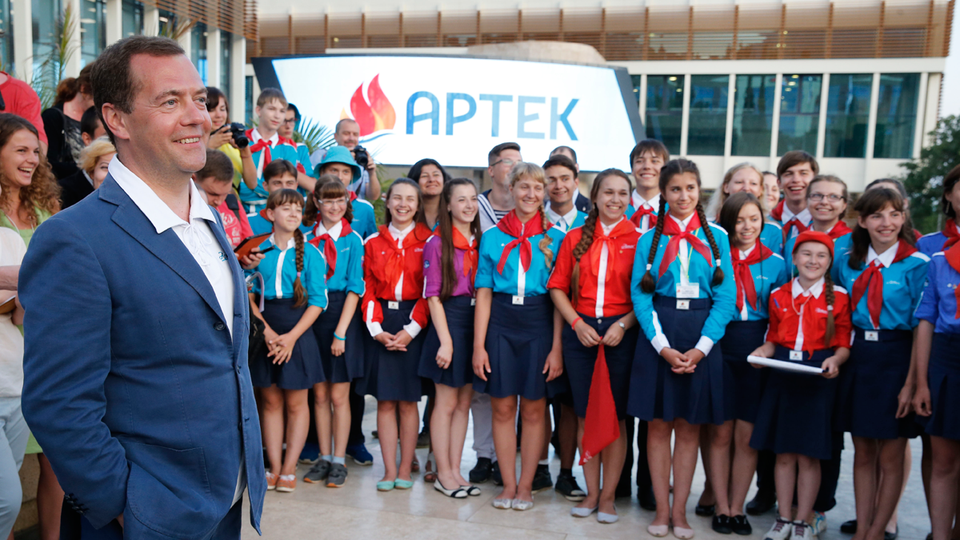
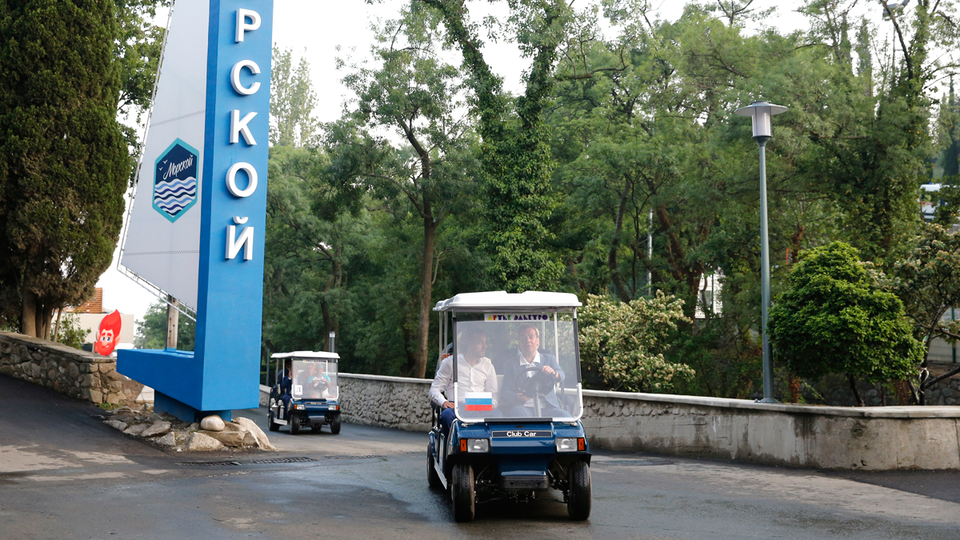
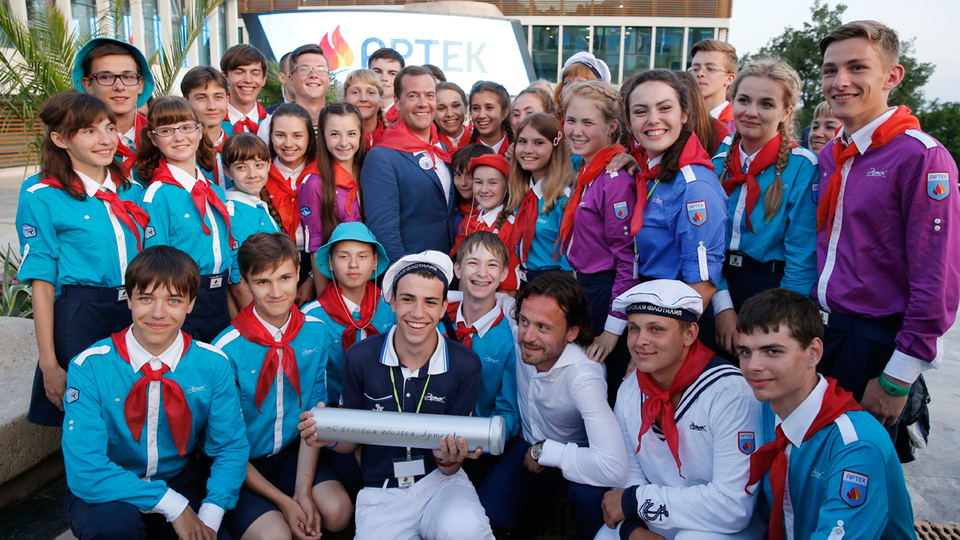
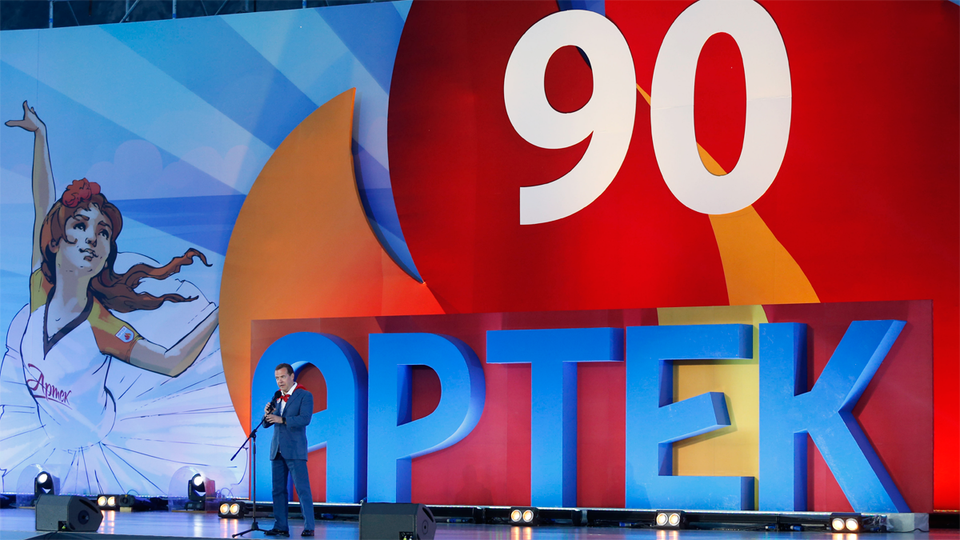

16 июня 2015 года «Артеку» исполнилось 90 лет. Прошёл ряд праздничных мероприятий, на которых присутствовал глава правительства России Дмитрий Медведев. 24 июня 2017 года Артек посетил президент Российской Федерации Владимир Путин.

Владимир Путин в Артеке, 24 июня 2017 года
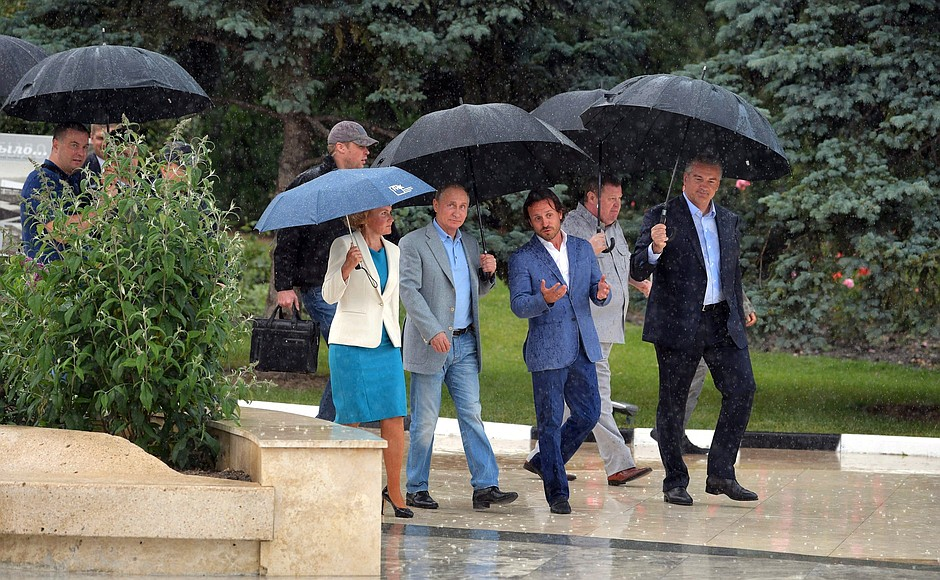
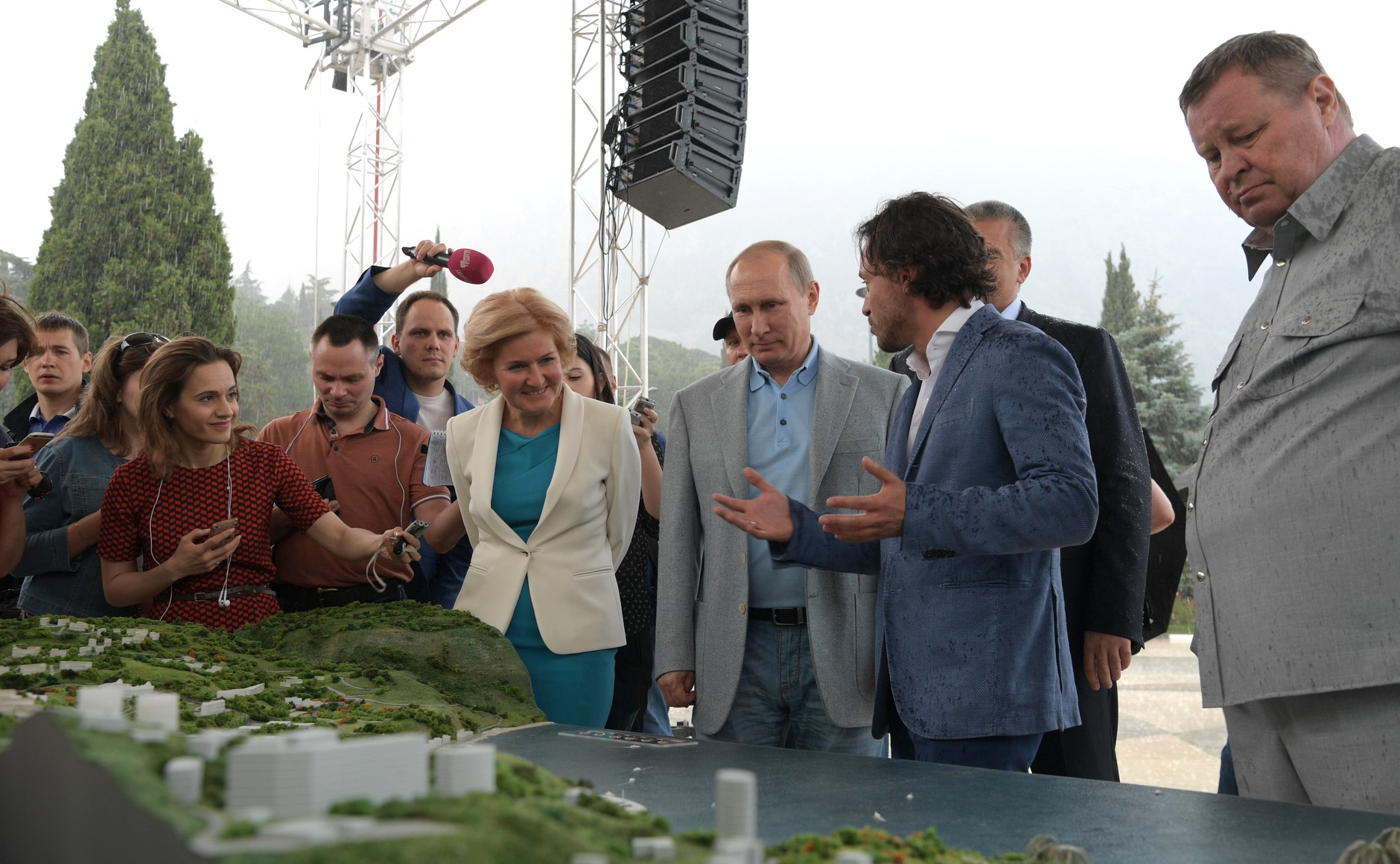
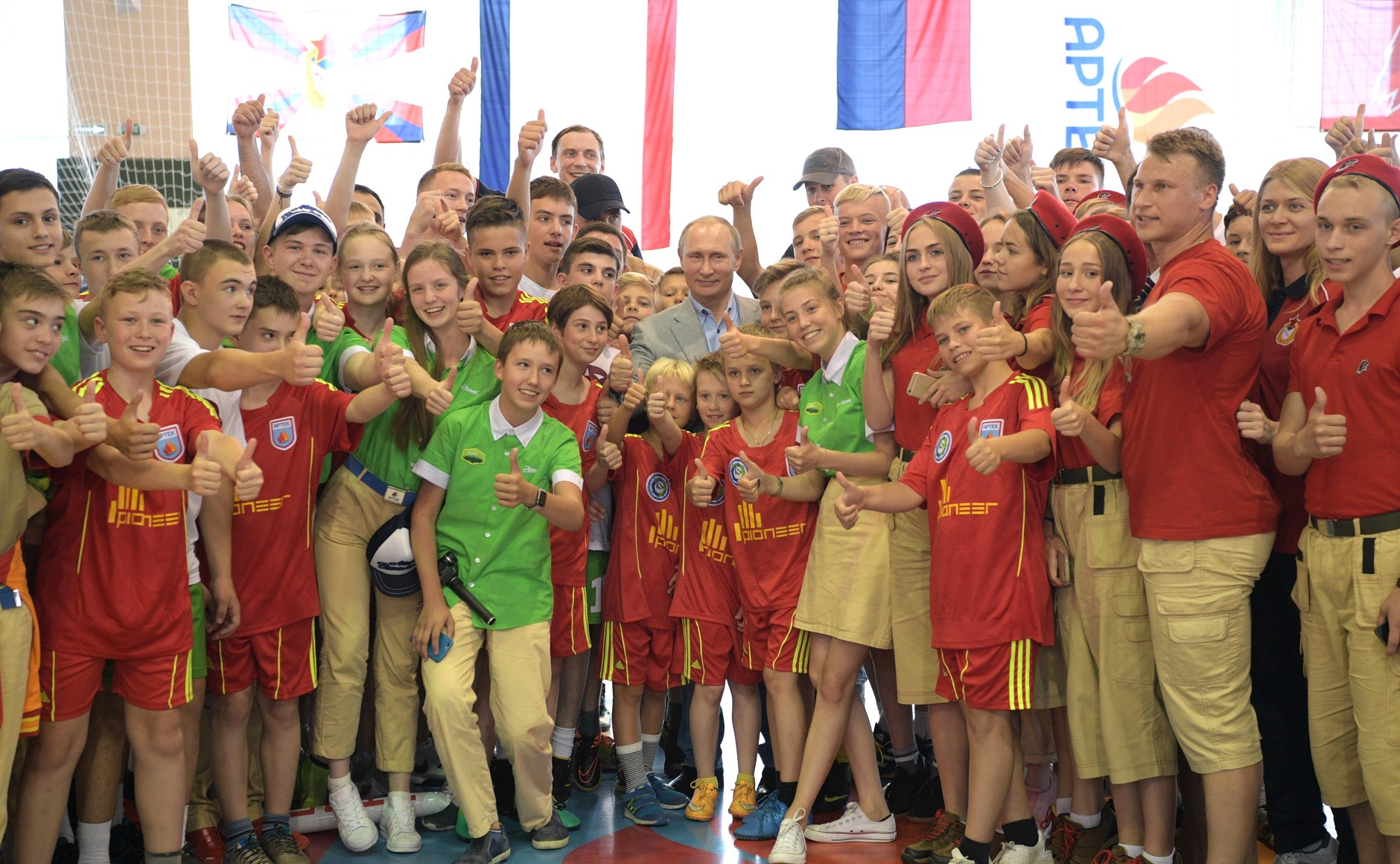
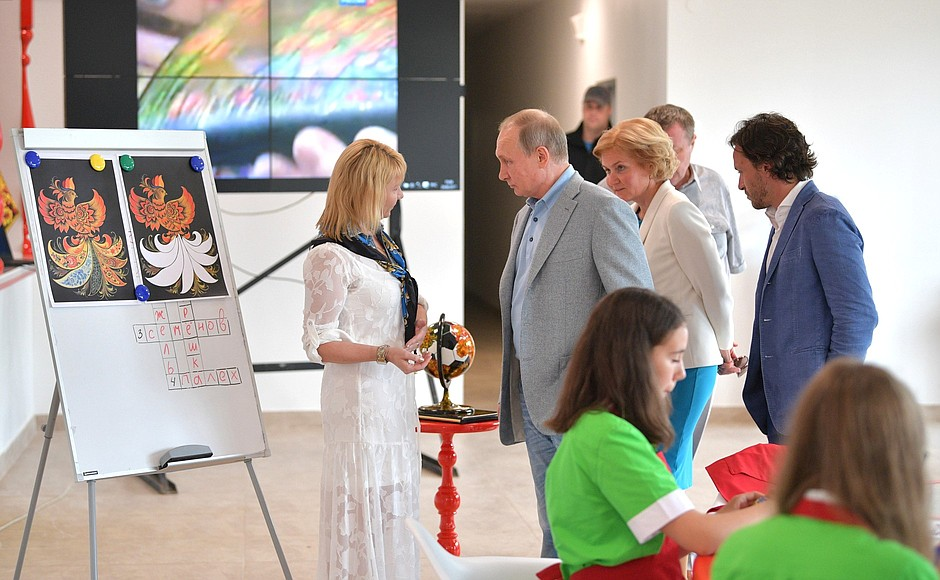

Согласно федеральной целевой программе развития Крыма, сумма бюджетных ассигнований на «Артек» к осени 2019 года составила 34 млрд рублей. Сметная стоимость реконструкции лагеря — 29 млрд рублей.
С июня 2016 года «Артек» взят под охрану бригадой Войск национальной гвардии России.
В мае 2021 года Правительство РФ утвердило Программу развития «Артека» до конца 2025 года.
10 февраля 2025 года коллектив Артека за заслуги в области образования, вклад в воспитание, оздоровление детей и в связи со 100-летием со дня создания награждён орденом Почёта.

#### Дети
В 2014 году «Артек» принял менее 6 тыс. детей, однако в дальнейшем показатели численности стабильно росли: в 2015 году за счёт восстановления объектов инфраструктуры удалось увеличить приём детей до 19 тыс., в 2016 г. — до 30 тыс. В 2017 г. численность детей составила 39 тыс. чел. Таким образом, был побит рекорд 1985 года (36 892 чел.). Всего с начала функционирования в российской юрисдикции детский центр принял 94 тыс. детей. В первом квартале 2018 года «Артек» посетил стотысячный ребёнок.

#### Инфраструктура
По состоянию на 1 июня 2014 года инфраструктура детского центра включала в себя более 400 зданий и сооружений, сложный инженерно-сетевой комплекс для водо-, тепло- и электроснабжения, кондиционирования, связи, канализации, которые технически устарели. Более 80 тыс. м² зданий и сооружений имели полный износ, более 15 тыс. метров инженерных сетей являлись ветхими. В летний сезон 2014 года из 10 лагерей «Артека» были открыты только 5, при этом у 2 из них разрешение на приём детей было временным.
С осени 2014 года началось восстановление объектов инфраструктуры, по результатам которого к настоящему времени возобновлена работа 9 из 10 лагерей, а также комплекса «Вожатый». Осуществлены реконструкция, капитальный ремонт и строительство более 280 тыс. м² различных площадей, в том числе 96,5 тыс. м² площадей в 9 лагерях, 23 км дорог, 19 км инженерных сооружений, 6 столовых, 9 спортивных площадок и 3 теннисных корта, физкультурный центр с двумя бассейнами, медицинский корпус, технические помещения, биосферная станция, парки, рекреационные зоны и пляжи. Введены в эксплуатацию современный скалодром и верёвочный парк, центр дополнительного образования площадью 6 тыс. м².
В 2017 году возведён эстрадно-концертный комплекс «Артек-Арена» вместимостью 4,5 тыс. чел., площадью 3,9 тыс. м².
В 2025 году планируется завершение строительства лагеря «Солнечный», рассчитанного на 1000 детей, а также образовательного центра на 2000 мест, столовой на 1000 мест, универсального спортивного комплекса и медицинского центра. Все это позволит принимать 50 тыс. детей ежегодно.

#### Образование
В 2015 году МДЦ «Артек» первым среди образовательных организаций Республики Крым получил лицензию на осуществление образовательной деятельности по программам общего и дополнительного образования. В 2016 году школа «Артека» успешно прошла государственную аккредитационную экспертизу и приказом Минобрнауки России от 30 декабря 2015 г. № 1563 «Артек» включён в перечень федеральных инновационных площадок, осуществляющих деятельность в сфере дополнительного образования детей на 2016—2020 гг.
В рамках реализации статуса «Артека» как экспериментальной образовательной площадки специалистами детского центра разработана Образовательная программа ФГБОУ «МДЦ „Артек“», которая описывает методические и нормативные принципы объединения программ общего и дополнительного образования, реализуемых в условиях нетиповой образовательной организации (одобрена решением Федерального УМО по общему образованию Российской академии образования (Протокол № 4/17 от 25 сентября 2017 года) и внесена в реестр примерных основных общеобразовательных программ Минобрнауки России.
В обеспечении образовательного процесса МДЦ «Артек» задействованы более 90 тематических партнёров из числа крупных российских компаний и государственных корпораций, высших учебных заведений, учреждений культуры и социальной сферы. С их участием разработаны и реализуются более 120 тематических образовательных программ технической, естественнонаучной, социально-педагогической, художественной, туристско-краеведческой и физкультурно-спортивной направленности.
В рамках тематических партнёрств расширены инфраструктурные возможности дополнительного образования, в том числе созданы технические лаборатории и творческие мастерские.
С 2016 года в МДЦ «Артек» началась апробация новой технологии организации образовательного процесса «Сетевой образовательный модуль» (СОМ), основанной на интеграции возможностей школы, дополнительного образования и детского лагеря. Организация сетевой формы реализации образовательных программ в формате СОМ рекомендована Правительством России для внедрения в субъектах Российской Федерации.

#### Доступность
Для обеспечения доступности и прозрачности системы поощрения путёвками в «Артек» с 1 января 2017 года функционирует автоматизированная информационная система «Путёвка». Все дети, которые приезжают в «Артек», прошли регистрацию и рейтинговый отбор (в том числе граждане иностранных государств). В АИС «Путёвка» зарегистрировано 127 946 заявок, а число достижений, указанных в системе, достигло 10 050 227.
С 2014 года в «Артеке» развивается инклюзивная среда, благодаря которой в детском центре побывали 218 детей с ограниченными возможностями здоровья. Для развития международной доступности в «Артеке» развивается программа привлечения волонтёров-переводчиков: в 2017 году пребывание иностранных детей обеспечивали 23 переводчика с английского, арабского, греческого, испанского, китайского, монгольского, немецкого, сербского, французского и чешского языков.

## Структура
Структурное деление «Артека» менялось вместе с его развитием.
Первоначально палаточный городок на берегу моря именовался просто «Детский лагерь в Артеке». Название урочища Артек закрепилось в качестве собственного имени лагеря несколько позже, к 1930 году, когда в верхнем парке был построен первый корпус для круглогодичного приёма детей. Он получил наименование «Верхний лагерь», а палаточный у моря — «Нижний». Третьим артековским лагерем стал в 1937 году «Суук-Су», созданный на базе переданного «Артеку» одноимённого дома отдыха. После Великой Отечественной войны в 1944 году «Артеку» был передан дом отдыха «Колхозная молодёжь», он стал ещё одним лагерем.
В послевоенное время «Артек» официально считался комплексом нескольких лагерей. Его дирекция именовалась «Управление Всесоюзных пионерских лагерей», а сами лагеря было принято называть по номерам «Лагерь № 1» — «Верхний», «Лагерь № 2» — «Суук-Су», «Лагерь № 3» — «Колхозная молодёжь», «Лагерь № 4» — «Нижний».
В 1959 году начались работы по воплощению в жизнь проекта так называемого «Большого Артека». В 1961 году на карте «Артека» появилось название лагеря, которое он носит до сих пор — «Морской». Он был построен на месте «Нижнего». Лагерь, построенный на месте «Верхнего», получил название «Горный». По замыслу авторов, он должен был состоять из трёх пионерских дружин, каждая из которых размещалась в отдельном большом корпусе. На пустовавшей до этого территории в центре «Артека» был построен новый лагерь «Прибрежный». Он стал самым большим лагерем и объединил 4 дружины. Лагеря «Суук-Су» и «Колхозная молодёжь» получили новые названия: «Лазурный» и «Кипарисный», соответственно. В каждом из них, как и в «Морском», размещалась одна пионерская дружина. Основные работы были завершены к 1964 году. Авторы проекта, архитекторы Анатолий Полянский, Дмитрий Витухин и инженер Юлий Рацкевич, в 1967 году были награждены Государственной премией СССР в области архитектуры.
Таким образом, на момент распада СССР «Артек» состоял из 5 лагерей, объединявших 10 дружин: «Морской» (дружина «Морская»), «Горный» (дружины «Алмазная», «Хрустальная», «Янтарная»), «Прибрежный» (дружины «Лесная», «Озёрная», «Полевая», «Речная»), «Лазурный» (дружина «Лазурная») и «Кипарисный» (дружина «Кипарисная»).
Эта артековская структура сохранилась до сегодняшнего дня, но к концу 1990-х годов сложилась новая традиция — все артековские дружины теперь называются детскими лагерями, а «Горный» и «Прибрежный» — комплексами лагерей. Однако до сих пор осталась традиция называть лагерями «Морской», «Кипарисный» и «Лазурный», а остальные — дружинами.
Детские лагеря комплекса «Прибрежный» состоят из нескольких жилых корпусов вместимостью на 2-3 отряда, каждый из которых имеет своё имя.
- Лагерь «Лесной» — корпуса «Тополь», «Сосна», «Клён», «Калина», «Рябина».
- Лагерь «Озёрный» — корпуса «Селигер», «Ильмень», «Байкал», «Севан», «Балхаш».
- Лагерь «Полевой» — корпуса «Ромашка», «Василёк», «Незабудка», «Колокольчик», «Фиалка».
- Лагерь «Речной» — корпуса «Волга», «Енисей», «Ангара», «Амур», «Иртыш».
- Недавно закончилась стройка ещё 3 корпусов: «Тюльпан», «Кувшинка», «Ландыш».

В 2002 году в связи с аварийным состоянием корпуса приём детей в лагерь «Алмазный» был прекращён.
В 1960-е годы предполагалось, что строительство «Артека» будет продолжено. Группой Полянского были спроектированы лагеря «Солнечный» и «Воздушный», ряд объектов культурного и образовательного назначения, однако этим планам не суждено было сбыться в ближайшее время.
В 2014 году было принято решение о воплощению планов Полянского по постройке лагеря «Солнечный» в жизнь. В настоящий момент строится лагерь «Солнечный». За год в «Солнечном» смогут отдохнуть 15 тыс. детей.
Кроме вышеназванных лагерей, в структуру «Артека» входят две горные турбазы: «Дубрава» и «Криничка».

## Деятельность
Основные направления и составляющие работы лагеря:

#### Оздоровительно-медицинская
Первоначально «Артек» создавался как лечебно-оздоровительная организация. С момента открытия главным должностным лицом лагеря был врач. В лагерь направлялись исключительно дети с диагнозом «туберкулёзная интоксикация», или находящиеся в группе риска по этому заболеванию. Режим включал в себя медицинские и гигиенические процедуры, соответствующим образом составлялось меню. Позднее к каждому отряду наряду с вожатым был прикреплён медицинский работник. Созданный как одно из учреждений Российского Красного Креста, «Артек» через некоторое время был передан в ведение Министерства здравоохранения.
Актуальной эта функция «Артека» была и в послевоенные годы, однако постепенно её место заняла функция «организации детского отдыха», включавшая в себя общую физкультуру, климатотерапию, режим дня, но специальных медицинских программ более не предполагавшая. Наоборот, появился целый список ограничений для направления в «Артек» по состоянию здоровья, сохранившийся поныне.

### Воспитательная
Первые сотрудники «Артека» отмечали в своих воспоминаниях его отличие от других существовавших в то время лагерей с их строевой подготовкой, ночными побудками и политическим воспитанием. «Артек» был «лагерем нового типа», «лагерем-санаторием». Главный пионерский девиз звучал так: «Будь здоров! Всегда здоров!». С первых лет работы лагеря в руководстве страны задумались о превращении его в «кузницу кадров» для будущего комсомольского актива.
Постепенно функция патриотического, политического и идеологического воспитания вышла на первый план. Путёвка в «Артек» стала поощрением, наградой для пионера. Всё чаще решения о работе лагеря принимались на высшем партийном уровне, и в 1958 году «Артек» был окончательно передан из подчинения медицинским ведомствам в ведение ЦК ВЛКСМ. С этого времени вплоть до 1990-х годов «Артек» считался «лагерем пионерского актива», здесь проводились Всесоюзные пионерские слёты и тематические смены для активистов разных направлений пионерской работы. Однако, по общему мнению артековцев тех лет, эта работа велась очень аккуратно, без перегибов. На фоне всеобщего охвата пионерской работой школьников страны «Артек» иногда выглядел даже немного по-диссидентски. Вожатые и педагоги лагеря старались воспитать в детях подлинную дружбу, а не отвлечённый коллективизм, и даже служить идеалам социализма учили без показного рапортования.
После распада СССР идеологическая составляющая артековского воспитания официально была отвергнута. Места парторгов и комсоргов заняли психологи, провозгласившие главенство «коммуникативной» функции лагеря. В сочетании со снижением профессионального уровня вожатых постепенно это привело и к снижению общего уровня воспитательной работы в лагере. В последние годы неоднократно предпринимались попытки наладить в «Артеке» в той или иной форме систему национально-патриотического украинского воспитания. Однако в условиях, когда основная масса коммерческих путёвок продаётся гражданам других государств, говорить о какой-либо серьёзной системе национального воспитания сложно. Подобные попытки выглядели спорно, а иногда и неуместно.

### Методическая
Методическая деятельность «Артека» не ставилась его основателями во главу угла, однако уже в первые годы существования лагеря многочисленные гости (в частности Клара Цеткин) говорили о необходимости использовать его опыт в работе детских учреждений в России и за рубежом. Летом 1928 года в лагере прошёл первый Международный семинар пионерских вожатых. Впоследствии подобные мероприятия разного уровня и направленности проводились регулярно. Не прерывалась эта работа и во время войны — в эвакуации артековские вожатые делились опытом с пионерскими работниками Алтая. Впоследствии тщательный отбор специалистов, круглогодичная работа, преемственность традиций и широкие профессиональные связи с коллегами в СССР и за рубежом позволили «Артеку» стать своеобразной лабораторией педагогического опыта.
В годы структурного подчинения лагеря ведомствам здравоохранения Общество Красного Креста выпускало методическую литературу и агитационно-просветительские плакаты, отражающие опыт «Артека» в оздоровлении детей и санитарно-гигиеническом просвещении. А педагогическая сторона деятельности лагеря нашла отражение в серии книг «Для тех, кто работает с пионерами» (в частности — сборники «Так живут в „Артеке“», «Песня серебряных горнов») и специальных выпусках журналов «Вожатый» и «Затейник».
Артековский опыт распространялся и вместе с сотрудниками лагеря, продолжавшими трудовую деятельность в учреждениях образования и культуры страны. Артековский трудовой стаж считался лучшей рекомендацией при приёме на работу в детские лагеря, школы, дома пионеров. При открытии Всероссийского пионерского лагеря «Орлёнок» в 1960 году большая группа артековских вожатых была направлена для организации его работы и составила основу будущего педагогического коллектива. В книге Крапивина «Мальчик со шпагой» рассказывается, как артековский вожатый использует полученный в лагере опыт при организации нового пионерского клуба.
В настоящее время несколько детских лагерей на территории СНГ официально указывают на использование в своей работе педагогических программ «Артека».
Перед началом летнего сезона 2009 года Отдел по делам молодёжи города Красный луч организовал встречу детей, отдыхавших в «Артеке» с целью изучения опыта организации досуга и использования его в пришкольных и загородных лагерях.
В Артеке проводились международные конкурсы учителей.

## Достопримечательности

### Музеи
Старейший музей лагеря, краеведческий, был создан уже в 1936 году. Первые экспонаты для его коллекции собирали сами артековцы на территории лагеря и в его окрестностях. Сегодня его экспозиция знакомит с историей и природой Крыма, животным и растительным миром «Артека» и Чёрного моря.
Неизменный интерес не только у детей, но и у взрослых гостей «Артека» вызывает музей «Космос», открытый по предложению и при непосредственном участии Юрия Гагарина в 1967 году. Основу экспозиции составили подарки космонавтов, приезжавших в лагерь. В частности: тренировочный скафандр Юрия Гагарина и скафандр Алексея Леонова, в котором был совершён выход в открытый космос, парашют спускаемого аппарата космического корабля «Восток» и действующее тренировочное оборудование первых космонавтов.
«Музей истории „Артека“» — основной музей лагеря. Он был открыт в 1975 году. Разделы его экспозиции посвящены истории артековской местности до основания лагеря и основным этапам истории «Артека» — основание лагеря и его первые годы, военный период и эвакуация на Алтай, работа «Артека» в качестве международного лагеря. Здесь же собрана большая коллекция подарков преподнесённых лагерю делегациями и гостями. При музее существует архив, в котором хранятся редкие документы, связанные с историей СССР и «Артека».
«Музей морского флота», открытый в 1994 году, знакомит ребят с историей русского флота от первых морских походов славян. В пяти залах представлены документы и художественные произведения, посвящённые флоту, а также образцы гражданской и военной морской техники: ракетного, артиллерийского, торпедного вооружения, боеприпасов, макеты кораблей, элементы корабельной оснастки, водолазное снаряжение. Музей знакомит посетителей с эрой парусного флота, строительством пароходов, броненосцев, крейсеров. Каждый может подняться на мостик малого корабля с элементами центрального поста подводной лодки. Особый интерес артековцев вызывает установленный перископ подводной лодки.
Самый «молодой» артековский музей — «Сокровища Чёрного моря» — был открыт в 2012 году. В его экспозиции представлены более 1000 экспонатов, поднятых подводными археологами со дна Чёрного моря. Многие из них уникальны и представляют различные исторические эпохи: среди них украшения, сосуды и якоря эпохи античности, элементы средневековых судов, предметы, поднятые с затонувших боевых кораблей периода российско-турецких войн, Крымской и Первой Мировой войны. Также в музее можно увидеть лётные навигационные карты, поднятые с борта сбитого в 1943 году самолёта «Юнкерс-52» во время Великой Отечественной войны. Кроме того, в нём представлены эксклюзивные фотоматериалы со съёмок глубоководных раскопок, а также манипулятор подводного робота, с помощью которого проводились подводные исследования.

### Исторические объекты
В «Артеке» сохранилось несколько построек дореволюционного времени, входивших в дворянские имения, которые находились на нынешней территории лагеря. Пожалуй, самая известная среди них — дворец Суук-Су, построенный в 1903 году, как центральное здание одноимённого популярного курорта, основанного в своём имении Ольгой Соловьёвой, вдовой инженера Владимира Березина. После революции национализированный курорт был передан под дом отдыха «Общества старых большевиков», а в 1937 году присоединён к «Артеку». В послевоенные годы именовался Дворцом пионеров и использовался как учреждение досуга. Со временем здесь же были открыты Музей истории лагеря и авиационно-космическая выставка. Сегодня дворец продолжает выполнять культурно-досуговые функции. В актовом зале проводятся праздничные и концертные мероприятия, в фойе организуются выставки и встречи артековцев с гостями лагеря. Здесь же находится одна из артековских библиотек.

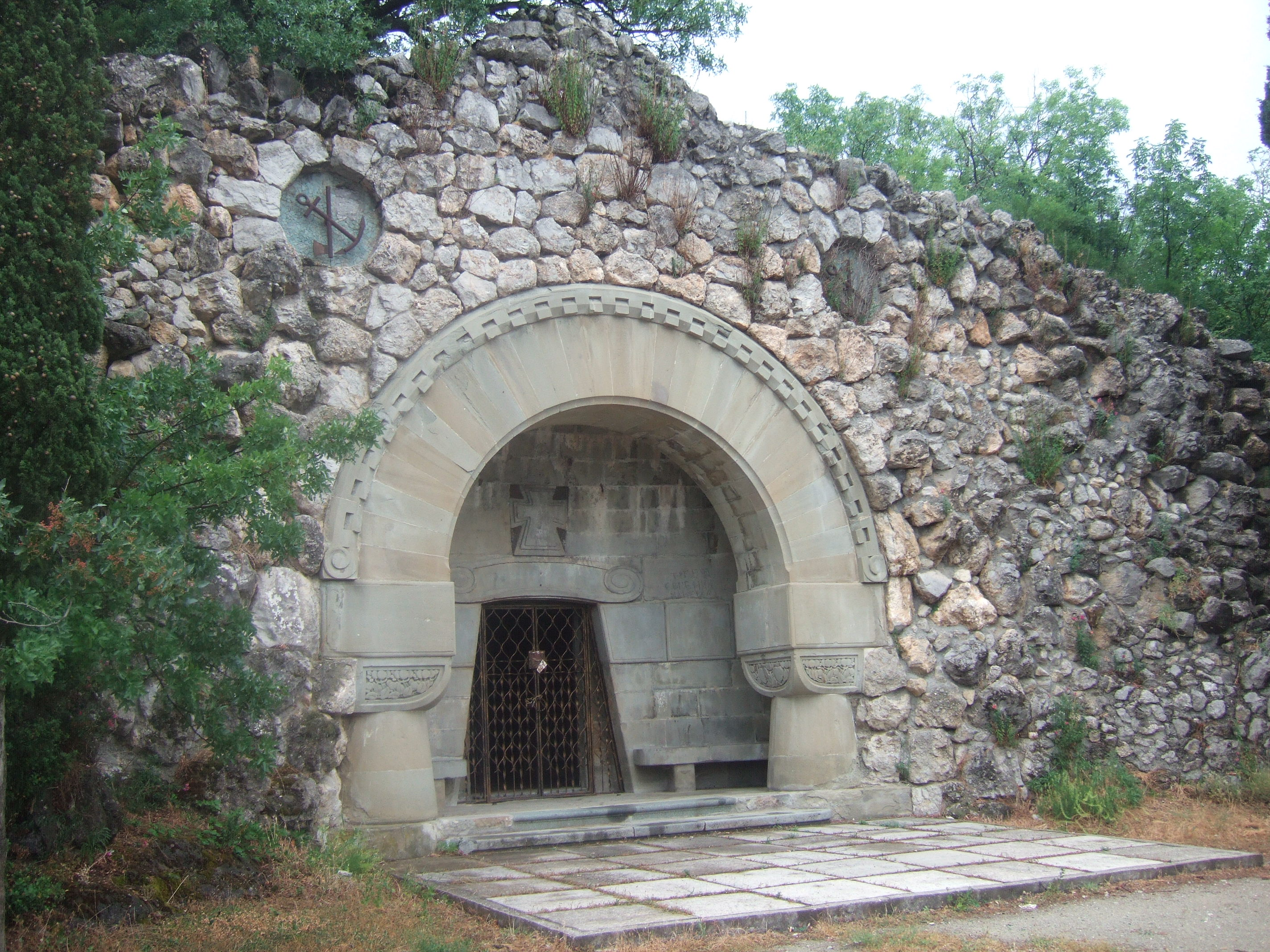
Склеп (часовня) Владимира Березина

Недалеко от Дворца, также на территории «Лазурного» лагеря, в стороне от центральных аллей находится фамильный склеп семьи владельцев имения (иногда именуемый часовней). Склеп выполнен в виде грота в отвесном склоне холма. В советское время он использовался для свалки мусора. Сегодня вход в пещеру, обрамлённый каменным порталом, закрывает решётка, через которую видна неплохо сохранившаяся фреска, изображающая святых равноапостольных Владимира и Ольгу, небесных покровителей Владимира Березина и Ольги Соловьёвой.
Менее известны другие исторические памятные объекты рубежа XIX — начала XX веков, которых немало на территории «Лазурного»: Бювет, Оранжерея, Узел связи, Гостиница «Орлиное гнездо» и другие.
Исторические здания в восточной части «Артека» (территория «Морского» и «Горного») построены несколько ранее вышеназванных. Связаны они с именами владельцев здешних земель: Олизара, Потёмкиных, Гартвиса, Винера, Метальниковых. В настоящее время они продолжают использоваться, как помещения для занятий кружков и хозяйственных нужд. В этой части лагеря находятся два объекта, непосредственным образом связанных с историей самого «Артека». В «Морском» сохранился крошечный домик, в котором жил основатель «Артека» З. П. Соловьёв во время своих приездов в лагерь. Предание связывает дореволюционную историю этого здания с именем французской графини Де ла Мот, ставшей прототипом Миледи, героини романов Александра Дюма. Домик этот закрыт для доступа уже несколько десятилетий. Многие нынешние артековцы даже не подозревают об его существовании. А в парке рядом с «Горным» лагерем находится корпус лагеря «Верхний», построенный в 1930-е годы и сделавший «Артек» круглогодичным лагерем. В нём в 1958 году снимались некоторые сцены фильма «Военная тайна». Сегодня он используется как жилой дом.
На западной границе «Артека», в «Кипарисном» лагере находится исторический объект ещё более древний. Здесь сохранились развалины генуэзской крепости XI—XV веков, построенной на месте ещё более древней, византийской (VI века). В Средние века в скале Дженевез-Кая, на которой построена крепость, был пробит тоннель для наблюдения за морем. Он также сохранился до наших дней.

### Природные достопримечательности

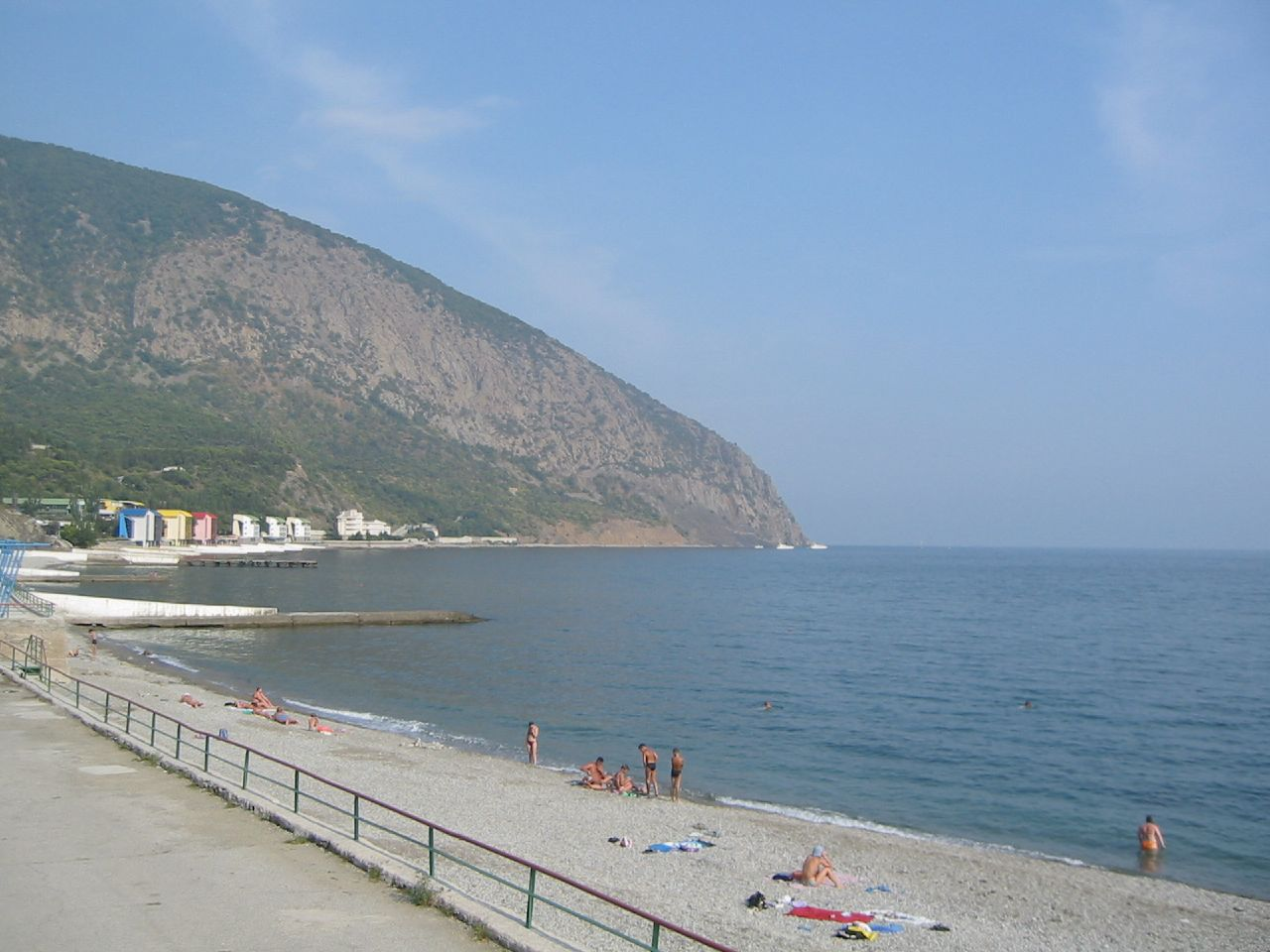
Вид на Аю-Даг с пляжа детского лагеря «Полевой»

Аю-Даг (Медведь-гора) является популярным туристическим объектом и символом не только «Артека», но и всего Южного берега Крыма. Гора является естественной границей лагеря и оказывает существенное влияние на климат в «Артеке», защищая лагерь от восточных ветров. С первых лет существования лагеря Аю-Даг прочно вошёл в быт и культуру артековцев. Первые пионеры совершали походы с ночёвкой на вершине горы и в дупле дуба в лесу Аю-Дага оставляли послания артековцам следующей смены. Это дерево стало известно под именем «Дуб-почтальон», позднее он сгорел от туристического костра. Аю-Дагу посвящено множество артековских стихов и песен. Приключения артековцев во время походов к его вершине описаны в книгах Елены Ильиной «Четвёртая высота» и «Медведь-гора». Символическое изображение Аю-Дага — медвежонок является одним из артековских талисманов и традиционным подарком почётным гостям. Сегодня практически во время каждой смены артековцы совершают непродолжительные походы на гору с шуточным обрядом «Посвящения в артековцы». Практикуются также походы на вёсельных лодках к мысу Аю-Дага. У подножья горы расположены старейшие артековские лагеря — «Морской» и «Горный».
Адалары — две морские скалы, расположенные в непосредственной близости от побережья лагеря «Лазурный», также известны далеко за пределами Крыма, как один из символов полуострова. В 1930-е годы артековцы совершали лодочные походы к Адаларам. Подобное плавание показано в фильме «Новый Гулливер». В конце смены каждый артековский отряд по традиции фотографируется на фоне Адалар. В августе 2008 года, в день Государственного флага Украины на Адаларах, в рамках артековской программы национального воспитания был поднят украинский флаг.
На территории «Лазурного» находятся ещё два примечательных объекта: выдающаяся в море «Шаляпинская скала», подаренная владелицей имения Суук-Су Фёдору Шаляпину для строительства «Замка искусств», и «Пушкинский грот» (пещера, частично заполненная водой).
По территории «Артека» протекает несколько мелководных горных рек, впадающих в море: Артек (Камака-Дере) в «Морском», Путанис (Путамиш) в «Прибрежном», Суук-Су в «Лазурном». Частично они убраны в трубы и подземные коллекторы.

### Парки
Парки являются бесспорным украшением «Артека». Основатель лагеря З. П. Соловьёв особо подчёркивал их значение для детской здравницы. Начало парковому строительству на территории «Артека» было положено ещё в XIX веке Г. Олизаром, имение которого находилось возле горы Аю-Даг. Сегодня парковый ансамбль «Морского» и «Горного», спускающийся к самому морю, насчитывает до тысячи видов деревьев и кустарников, в частности — несколько видов кедра, три вида кипариса, несколько видов сосен и секвой, магнолии, сирень, олеандр. Есть здесь и маслиновая роща. Причудливый узор дорожек и аллей дополнен каменными лестницами. В парке производится художественная стрижка растений, здесь можно увидеть кусты в виде забавных животных и поискать выход из настоящего зелёного лабиринта.
Рядом расположен небольшой, но уникальный по своей коллекции парк Гартвиса-Виннера (в советское время — «Комсомольский»). Заложен он был в 1820-е годы директором Императорского Никитского ботанического сада Н. А. Гартвисом. Здесь можно встретить редкие виды растений: железное дерево и пробковый дуб, камфорное дерево, болеарский и вечнозелёный самшит, магнолию Суланжа.
Парк «Лазурного» был известен ещё в дореволюционное время, когда здесь находился курорт «Суук-Су». Именно тогда парку был придан вид итальянского террасного сада: подпорные стены, балюстрады и мостики с кованными перилами, каменные лестницы гармонично включены в буйную парковую растительность.
Не менее красивы и примечательны по составу и планировке парки «Кипарисного» и «Прибрежного».
Несколько аллей и скверов на территории лагеря было заложено самими артековцами. Один из них — «Сквер Дружбы» в «Лазурном» — 48 кедров, посаженных детьми из 48 стран, отдыхавших в «Артеке» во время проведения X Всемирного фестиваля молодёжи и студентов в Берлине.
Парки «Артека» имеют статус памятников садово-паркового искусства местного значения.

### Памятники
Все сохранившиеся памятники «Артека» созданы в послевоенный период. Более ранние памятники, в том числе созданные руками детей, были разрушены во время оккупации Крыма расквартированными на территории «Артека» фашистскими солдатами.

Ленинский мемориал (2008 год)

В центральной части «Артека» рядом с «Прибрежным» лагерем находится «Ленинский мемориал» — большая скульптура В. И. Ленина с прилегающей к ней территорией. Мемориал был сооружён по проекту архитектора М. Ф. Синёва, народных художников СССР А. Т. Полянского и Н. А. Щербакова и открыт в 1985 году. Памятник вместе с постаментом имеет высоту 19 метров, а пилоны за его спиной, изображающие древки знамён, достигают высоты сорока двух метров. Благодаря своим размерам памятник был внесён в морскую лоцию в качестве навигационного знака.
Эрнст Неизвестный украсил аллеи «Прибрежного» небольшими металлическими скульптурами, символизирующими крымскую природу (изображения рыб и птиц на абстрактных конструкциях) и уникальным панно из нержавеющей стали возле дворца «Суук-су».

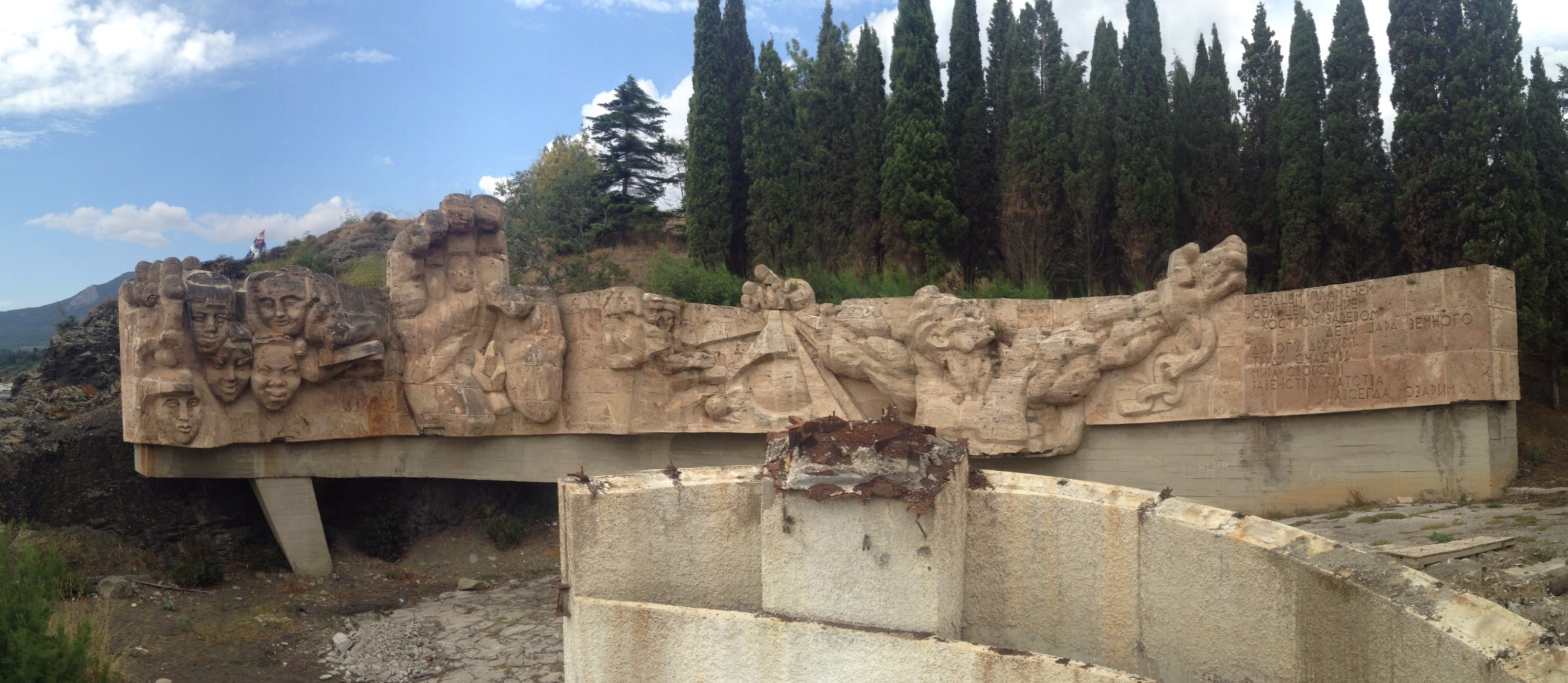
Монумент «Дружба детей мира». Дата сооружения — 1967 г.: МДЦ «Артек», лагерь «Морской», у столовой, Гурзуф, Ялта, Крым. Скульптор — Эрнст Неизвестный

В «Морском» лагере есть «Монумент дружбы детей мира», заложенный в 1962 году детьми из 83 стран, которые привезли в «Артек» кусочки разноцветных горных пород. Основа монумента — большое панно из ракушечника с рельефными изображениями детских лиц и надписью:
«Сердцем пламенем, солнцем сиянием, костром заревом, дети Шара Земного, дорогу дружбы, труда, счастья, мира, свободы, равенства, братства навсегда озарим»
Панно размещено на отвесной стене крутого берега, обрамляя круглую площадку. Автор монумента — также Эрнст Неизвестный. Большой вклад скульптора нашёл отражение в одной из артековских песен («Здесь когда-то Неизвестный ряд шедевров создавал…»).
Несколько памятников в лагере связаны с историей Великой Отечественной войны:
- в парке между «Морским» и «Горным» находится памятник «Неизвестному матросу», погибшему в бою с оккупантами Крыма в 1943 году. Памятник, выполненный А. А. Емельянцевым в 1962 году из белого камня, представляет собой скульптурное изображение советского воина в момент боя на морском берегу. В советское время это был один из главных памятников лагеря. Здесь проходят торжественные мероприятия, линейки, возложения цветов.
- в 1985 году рядом был открыт мемориал в память о сотрудниках лагеря и солдатах Красной армии, погибших в годы Великой Отечественной войны. Автор проекта — дизайнер «Артека» Ю.Соловьёв. Памятник выполнен в виде символического изображения корабля. Надпись на мраморной плите сообщает, что на этом месте похоронены воины, погибшие при освобождении «Артека». Оба памятника ежегодно облагораживаются к очередной дате освобождения лагеря. Возле них проходят встречи ветеранов, проживающих в Гурзуфе.
- в «Лазурном» лагере установлен памятник в честь артековцев, погибших в годы Великой Отечественной войны. Он выполнен в виде мраморной плиты с фамилиями героев. Среди них: Гуля Королёва, Рубен Ибаррури, Володя Дубинин, Барасби Хамгоков. Несмотря на то, что плита несколько раз менялась на новую, фамилия Алии Молдагуловой вновь и вновь пишется на ней с ошибкой. За пределами «Артека» памятник известен благодаря упоминанию в книге Елены Ильиной «Четвёртая высота».

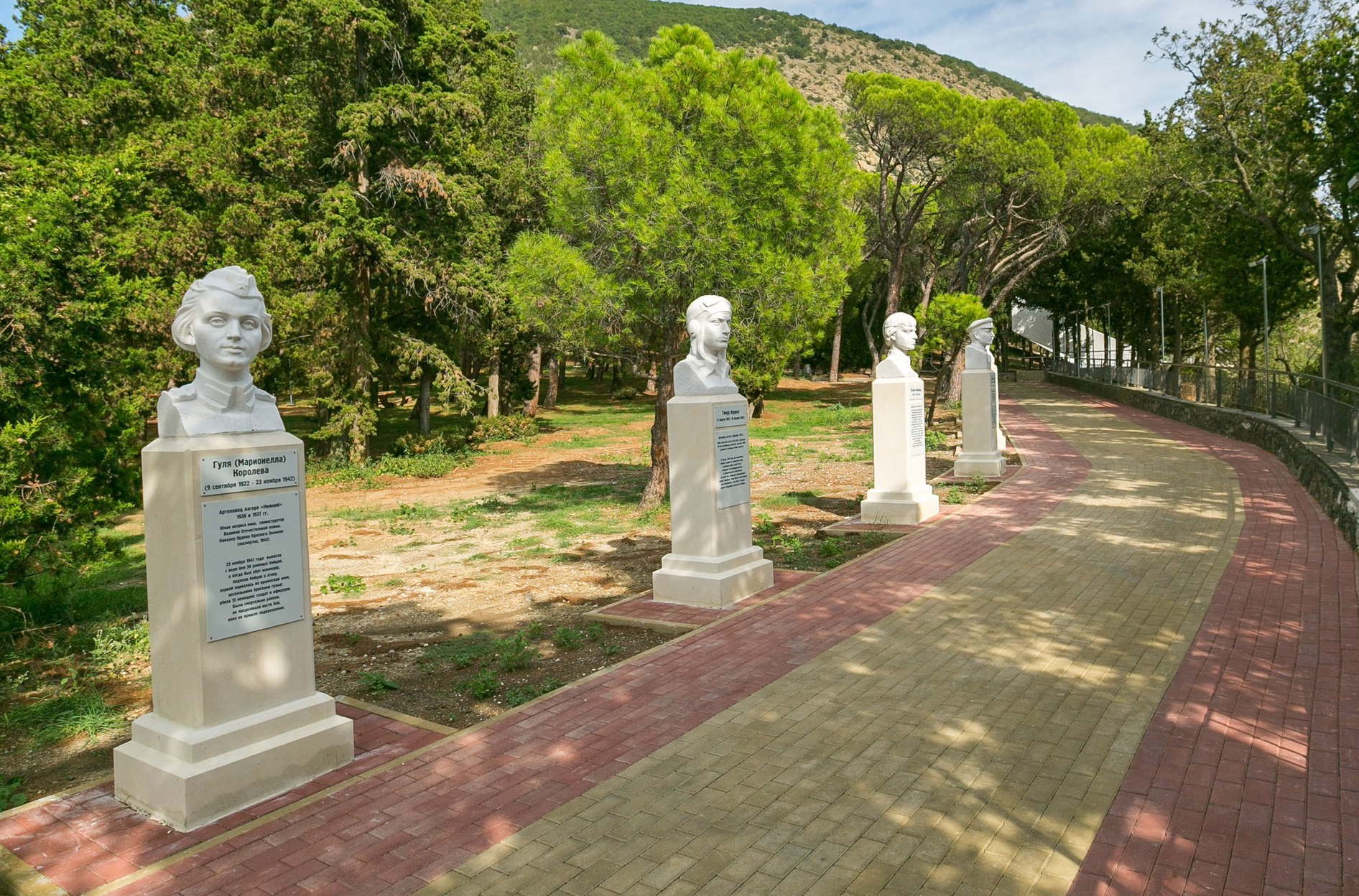
Аллея Героев (2016 год)

- в парке «Горного» лагеря 25 июля 2016 года была торжественно открыта Аллея Героев с памятниками артековцам, совершившим подвиги в годы Великой Отечественной войны. По словам бывших сотрудников лагеря, проживающих в Гурзуфе, в 2005 году среди них представителями администрации «Артека» был проведён неофициальный опрос, целью которого было выяснить реакцию ветеранов на возможную ликвидацию этих памятников. После аннексии Крыма Россией работа по сохранению и увековечиванию памяти героев войны в Артеке была возобновлена.

В «Морском» и «Лазурном» установлены бюсты выдающихся современников, в честь которых были названы пионерские дружины «Артека» (автор А. А. Емельянцева):
- Пальмиро Тольятти (1969) — медный на гранитном основании.
- Владимиру Комарову — дважды Герою Советского Союза лётчику-космонавту СССР.

В 1972 году на стене дружины «Янтарная», носившей имя Аркадия Гайдара, была открыта мемориальная доска с барельефом писателя. После недавней реконструкции лагеря она была временно снята и по окончании реконструкции возвращена на место.
В «Лазурном» есть ещё два памятника, созданные Емельянцевым из белого мрамора: памятник Н. К. Крупской возле дворца «Суук-Су» и бюст Пушкина на Пушкинской площадке.
В «Артеке» есть памятники, связанные с его собственной историей:
- в «Морском» установлен памятный знак в честь первой артековской линейки в виде камня с мраморной плитой и небольшая стела в память о Саманте Смит — на аллее, носящей её имя.
- в парке «Горного» расположена мраморная колонна, найденная артековцами в 1928 году на развалинах средневековых сооружений на Аю-Даге, с высеченными словами З. П. Соловьёва об открытии в Артеке пионерского лагеря.
- на территории «Алмазного» в 1978 году был установлен памятник основателю «Артека» Зиновию Петровичу Соловьёву. Автор работы А. А. Емельянцева.

## В культуре и искусстве

### Художественная литература
Артек является (полностью или частично) местом действия многих художественных произведений, среди которых можно назвать следующие: «Военная тайна» (А. Гайдар), «Девочка и олень» (Э. Пашнев), «Маленькие испанцы» (Е. Кононенко), «Медведь-гора» (Е. Ильина), «Месяц в Артеке» (В. Киселёв), «Невинные тайны» (А. Лиханов), «Письмо на панцире» (М. Ефетов), «Почти невероятные приключения в Артеке» (П. Аматуни), «Саманта» (Ю. Яковлев), «Улица младшего сына» (Л. Кассиль, М. Поляновский), «Четвёртая высота» (Е. Ильина), «Дневной дозор» (C. Лукьяненко), «Хорошим людям — доброе утро!» (В. Железников), «Наш любимый Артек : Это Родина моя» (Геннадий Маструков).
Артек упоминается или является частью сюжета также во многих поэтических циклах и отдельных стихотворениях А. Барто, В. Викторова, А. Зацаринной, Л. Кондрашенко, С. Маршака, А. Милявского, Б. Миротворцева, С. Михалкова, В. Орлова, Р. Нуруллина («Луна над Артеком»).
В отдельных случаях авторы литературных произведений упоминают, что в прошлом герои их книг были артековцами, расширяя тем самым характеристику персонажа или объясняя мотивацию его поступков. Так, артековцами по воле авторов стали советский разведчик Александр Белов («Щит и меч», В. Кожевников), педагог Олег Московкин («Мальчик со шпагой», В. Крапивин), диссидент Толик Парамонов («Свобода или смерть», Л. Филатов) и другие.

### Кинематограф

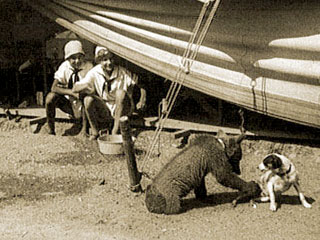
Кадр из к/ф «Трое» (Первый фильм, снятый в «Артеке», 1927 год)

Буквально с первых лет своего существования «Артек» стал использоваться для творческих нужд отечественного кинематографа. Этому способствовало совпадение нескольких факторов. Большое количество солнечных дней в году, близость Ялтинского филиала киностудии имени Горького, разнообразная экзотическая флора, горный рельеф местности и морской берег в сочетании с необычной, футуристической архитектурой. А при необходимости — и бесплатная детская массовка. Всё это делало лагерь идеальной площадкой для воплощения творческих замыслов кинематографистов.
Соответственно, фильмы, снимавшиеся в лагере, можно разделить на несколько групп.
В первую очередь, это фильмы, действие которых происходит в Артеке: «Новый Гулливер» (1935), «Счастливая смена» (1936), «Военная тайна» (1958), «Потерянная фотография» (1959), «Пущик едет в Прагу» (1966) и фильмы о «неком», обычно — международном, пионерском лагере: «Трое» (1927), «Пассажир с „Экватора“» (1968), «Здравствуйте, дети!» (1962) «Сваты 4» (2010), «Артек. Большое путешествие» (2022).
Вторая группа — приключенческие фильмы о морских путешествиях, дальних экзотических странах: «В поисках капитана Гранта» (1985), «Битва трёх королей (Огненные барабаны)» (1990), «Одиссея капитана Блада» (1991), «Сердца трёх» (1992), «Империя пиратов» (1995).
И, наконец, фантастические фильмы о жизни в далёком будущем: «Мечте навстречу» (1963), «Туманность Андромеды» (1967), «Через тернии к звёздам» (1981).
Также в «Артеке» снимались эпизоды и сцены кинокартин: «Белый пудель» (1956), «Ура, у нас каникулы!» (1972), «Новые приключения капитана Врунгеля» (1978), «Десять негритят» (1987), «Дунечка» (2004) и других художественных, публицистических и документальных фильмов.

### Театр
В 1948 году в московском Театре имени Станиславского и Немировича-Данченко был поставлен балет Антонио Спадавеккиа «Берег счастья». Герои спектакля, подружившись в Артеке, пронесли свою дружбу и любовь через испытания Великой Отечественной войны. После победы они вновь встречаются в Артеке, уже в качестве наставников нового поколения пионеров. В 1940-е — 1950-е годы балет был трижды поставлен в Москве, а также в театрах Алма-Аты, Новосибирска, Перми, Одессы, Свердловска, Ташкента.
С 2010 года на сцене киевского Театра-студии импровизации «Чёрный квадрат» идёт спектакль «Любовь не по возрасту» (первоначальное название — «Грабли первой любви»), действие которого происходит в современном «Артеке». По информации, опубликованной на официальном сайте театра, это «спектакль про ночную жизнь коренных обитателей лагеря-под-горой: вожатых, медсестры, начальника лагеря и детей-отдыхающих…»

### Артековские песни
Артеку посвящены сотни песен, которые написаны непосредственно в Артеке или бывшими артековцами. Наиболее популярными из них являются песни «Артековская клятва» (слова Анатолия Ануфриева, музыка Владимира Боганова), написанная в 1965 году и «Спокойной ночи, Артек» (слова Виктора Викторова, музыка Дмитрия Кабалевского), написанная в 1962 году. С 2017 года официальной прощальной песней «Артека» является песня Дениса Майданова «Что оставит ветер»

### Филателия и нумизматика

Почтовые марки СССР / Монета Банка России
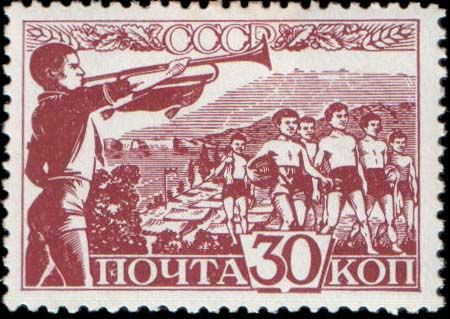
Почтовая марка 1938 год. Серия «Дети Советской страны». В пионерском лагере «Артек»
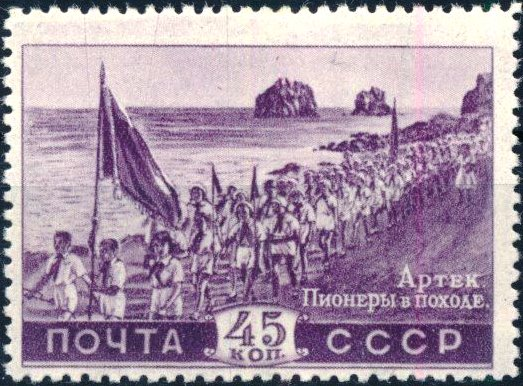
1948 год
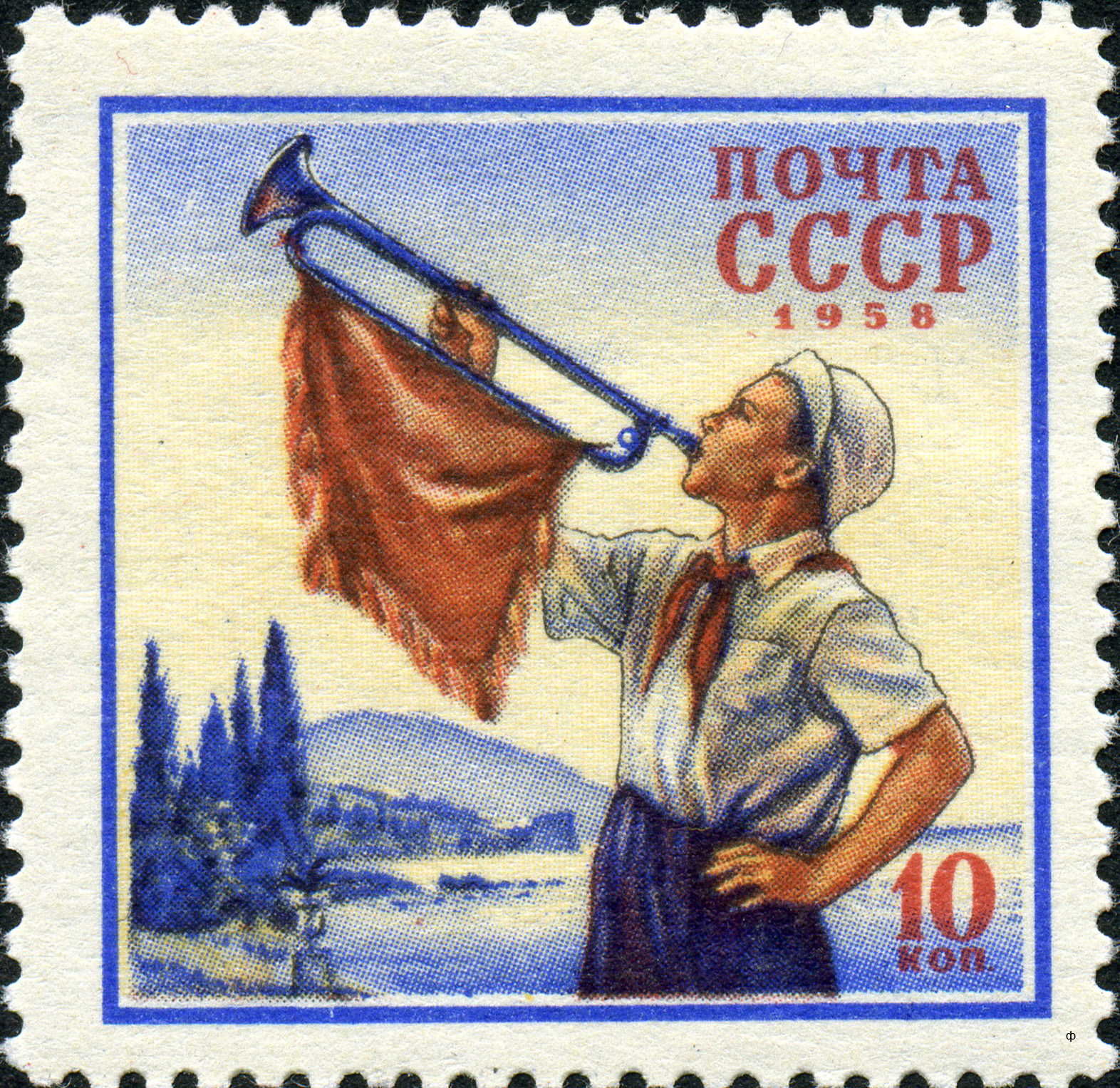
1958 год
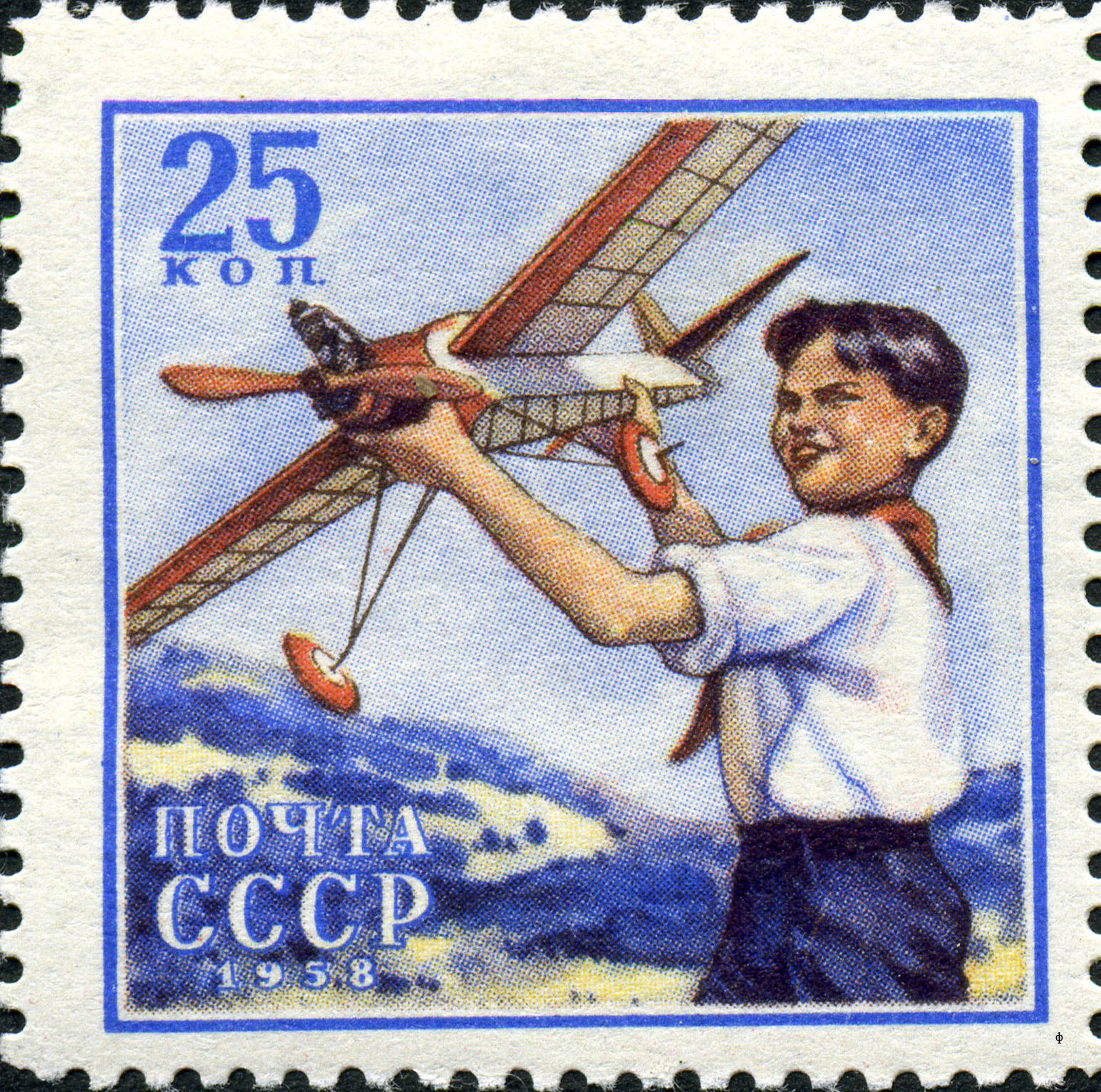
1958 год
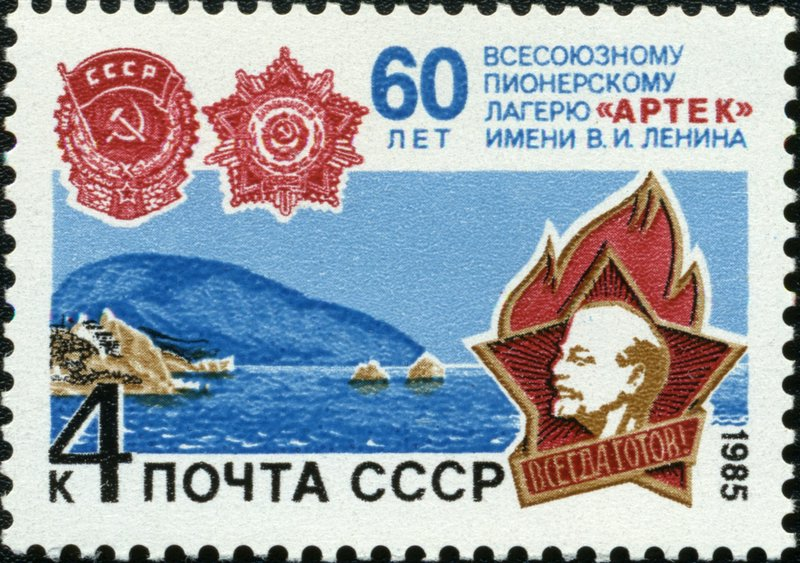
1985 год
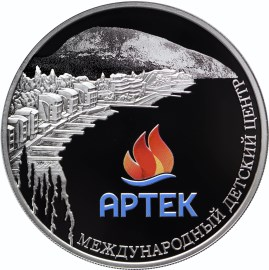
2015 год
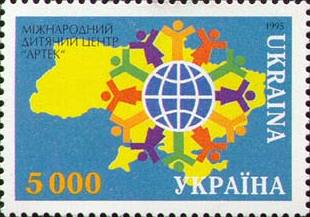
Почтовая марка Украины, 1995 год
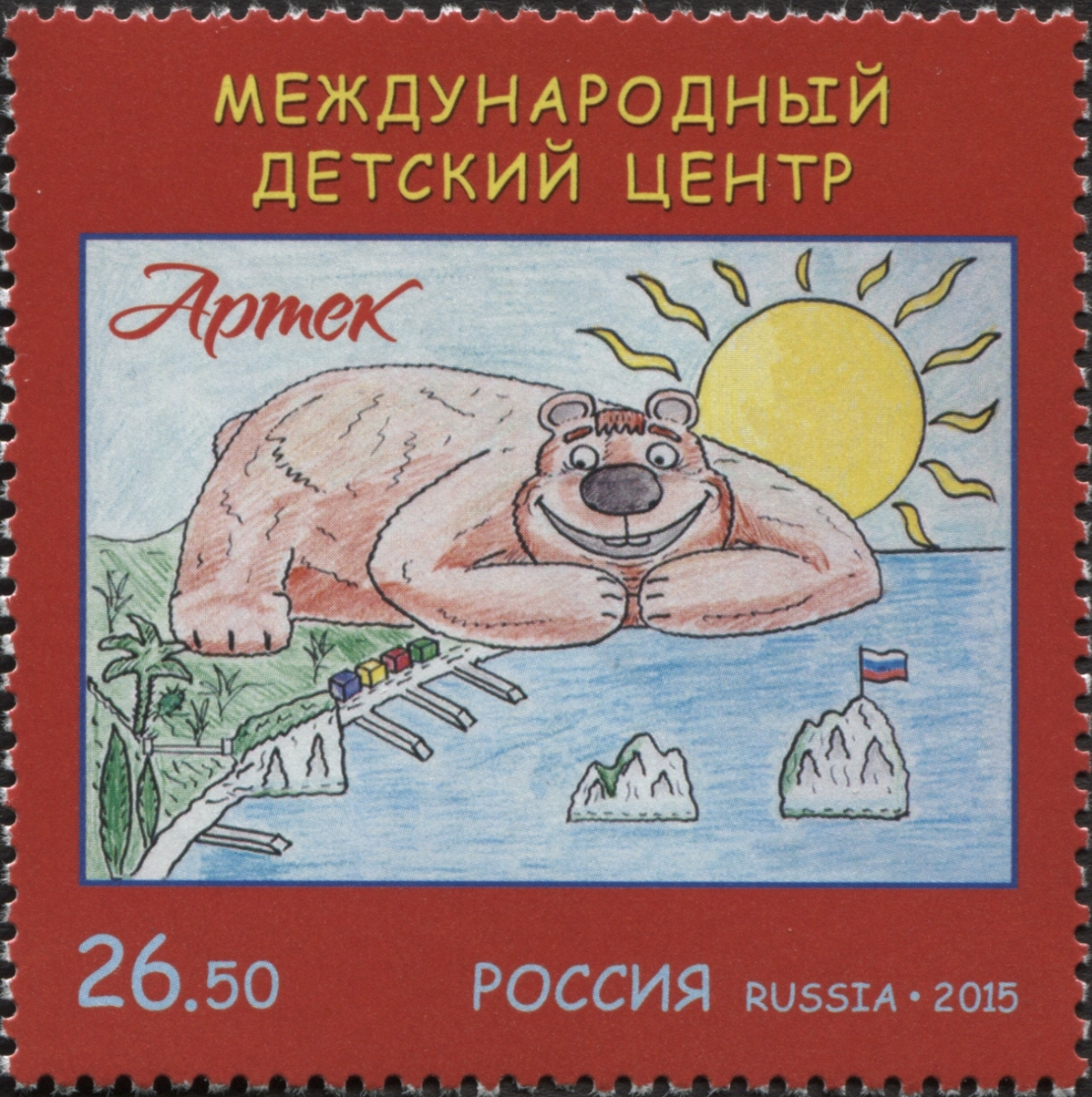
Почтовая марка России 2015 года
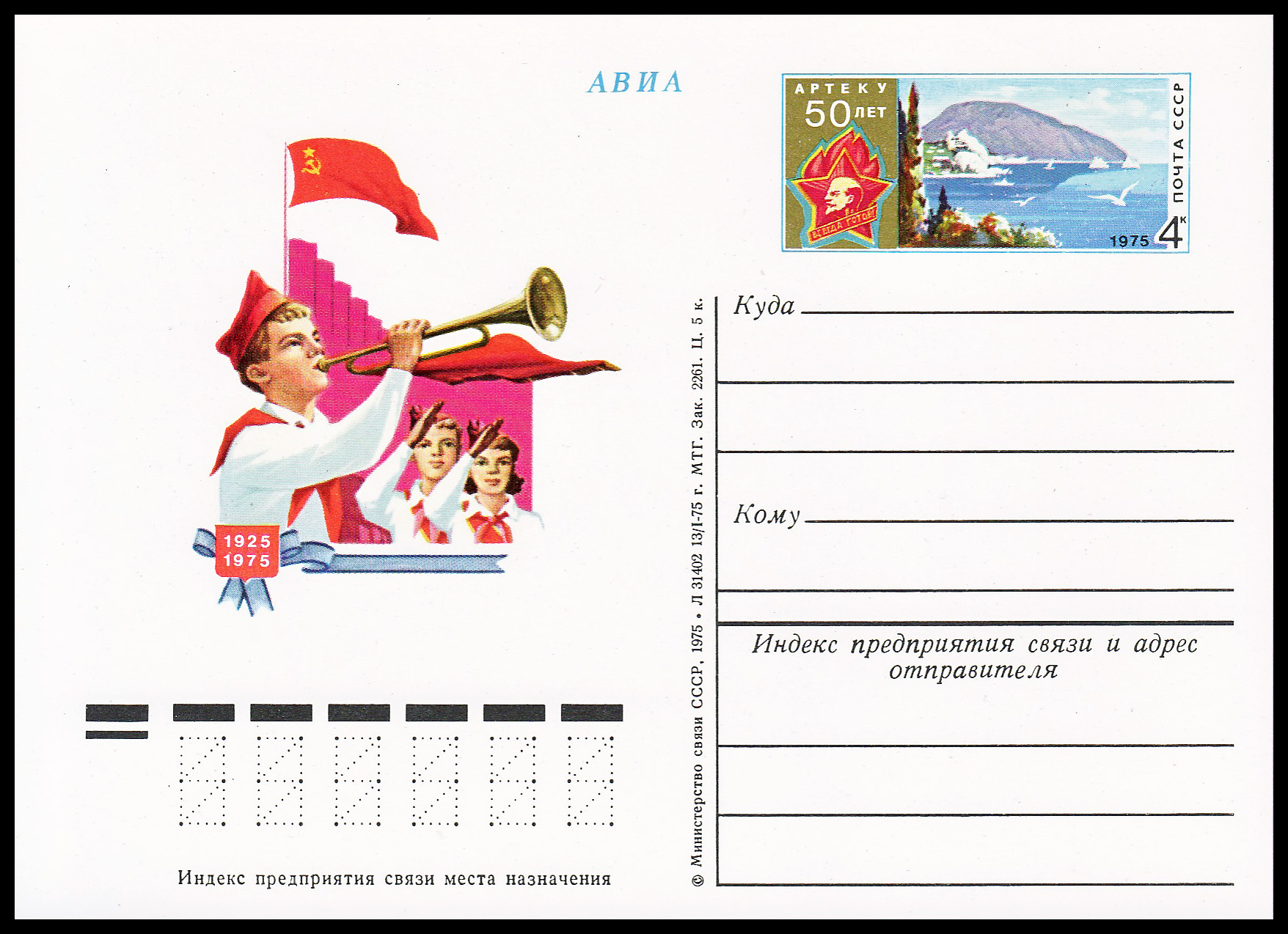
Почтовая карточка СССР с оригинальной маркой 1975 г. 50-летие Всесоюзного пионерского лагеря «Артек».

## Санкции
17 июля 2023 года, на фоне вторжения России на Украину, центр Артек внесён в санкционный список Великобритании за причастность к «программе российского правительства по принудительной депортации и перевоспитанию украинских детей». Правительство Великобритании заявило, что сохранит введённые санкции до момента выплаты Россией компенсации Украине.
24 августа 2023 года центр Артек и его директор Константин Федоренко включены в блокирующий санкционный список США, направленный против причастных к насильственному вывозу украинских детей в Россию.
24 июня 2024 года организация включена в санкционные списки 27 стран Европейского союза:

«Артек» находится под контролем Министерства образования России с момента незаконной аннексии Крыма и города Севастополя в 2014 году. С начала агрессивной войны России против Украины он организует детские лагеря для детей из Украины, в том числе с оккупированных территорий Херсона, Донецка, Луганска и Запорожья. В этих лагерях дети готовят информационные материалы для российских солдат, участвующих в войне. В некоторых случаях украинским детям не разрешали вернуться домой и принуждали их демонстрировать свою поддержку России.— «Официальный журнал Европейского союза», Брюссель, 24 июня 2024 года

## Интересные факты

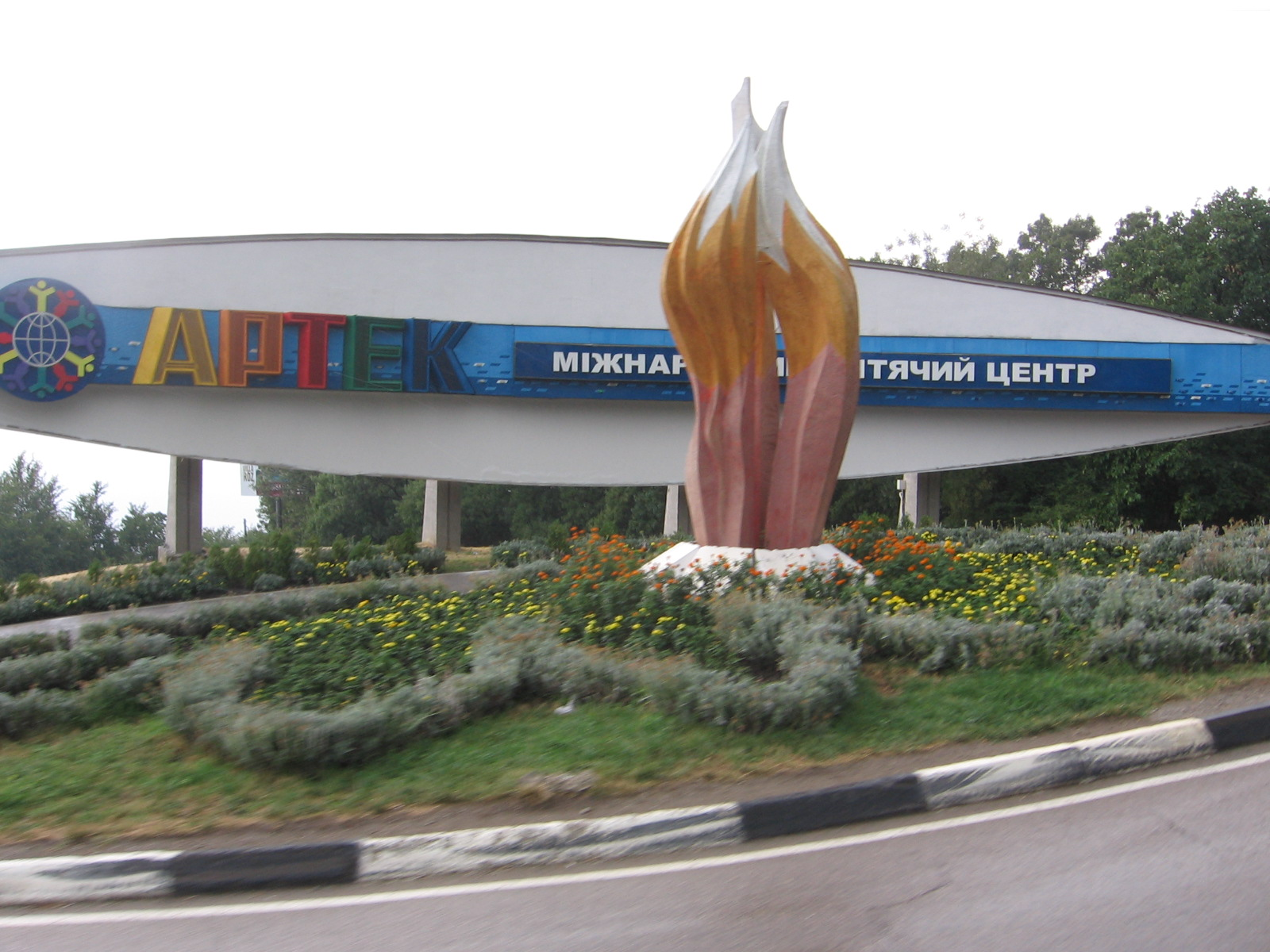
Вид стелы у дороги, ведущей в «Артек» в 2008—2015 годах. Фото из окна междугородного троллейбуса 52-го маршрута

- В честь «Артека» были названы: улицы и переулки в Москве, Воронеже, Ростове-на-Дону, Донецке, Днепре, Гурзуфе, Казани и Владивостоке (на этой улице находится ВДЦ «Океан»), малая планета (астероид № 1956, 1969), модель детского радиоприёмника (Севастополь, 1990-е годы), вафли с шоколадной начинкой (фабрики «Рот Фронт», «Спартак»), пшеничная крупа, кинотеатр в Рыбинске, траулер Мурманского морского пароходства (1960-е годы), танкер Дальневосточного морского пароходства (получен от США по ленд-лизу, 1944), армейская мобильная радиостанция Р-166 на шасси «КамАЗ», детская мебель: гарнитур из ДСП и металлическая двухъярусная кровать, общество русскоговорящей молодёжи Чешской республики (Прага, 2000).
- Многие известные артисты, учёные, политики первые шаги к вершинам карьеры сделали в «Артеке». Киноактёры Людмила Шагалова, Алексей Жарков и режиссёр Павел Чухрай свои первые детские роли сыграли в кинофильмах, снимавшихся в лагере. Эстрадный артист Владимир Винокур победил на артековском конкурсе вокалистов (медаль ему вручал Юрий Гагарин[49]), а известный футболист и тренер Георгий Ярцев получил в «Артеке» свою первую золотую медаль тоже из рук первого космонавта Земли[50]. В составе детского хора пела в лагере будущая оперная певица Анна Нетребко, а журналист Леонид Парфёнов постигал азы будущей профессии во время юнкоровской смены.
- В самом авторитетном справочном издании СССР — Большой советской энциклопедии (3-е издание, 1969—1978 гг.) в статье «Артек» была допущена ошибка. Под фотографией, иллюстрировавшей статью, была помещена подпись «Пионерский лагерь „Прибрежный“»[51]. На самом деле на фотографии изображены корпуса «Морского» лагеря. В «Прибрежном» (сегодня это лагеря «Лесной», «Озёрный», «Полевой», «Речной»), вопреки названию, нет корпусов, расположенных на морском берегу. Это не единственная подобная ошибка. «Морской» (до 1950-х годов «Нижний») всегда считался «витриной Артека». Большинство публикаций СМИ об «Артеке» независимо от содержания иллюстрировалось фотографиями, сделанными именно в «Морском».
- В 1952 году турецкий поэт Назым Хикмет посетил «Артек», где во время прогулки по лагерю, поднимаясь по ступенькам, с ужасом обнаружил, что стоит на могильной плите с изречениями из Корана. После депортации крымских татар в 1944 году крымскотатарские кладбища в Крыму ровняли с землёй, а надгробия использовали в качестве стройматериала. Один из таких могильных камней был взят рабочими с крымскотатарского кладбища и положен надписью вверх в качестве ступеньки в лагере «Кипарисный» (входит в состав «Артека»). В тот же день плиту убрали[52].
- Н. С. Хрущёв в бытность председателем Совета Министров Украинской ССР сравнивал «Артек» с буржуазным курортом и высказывал сомнения в целесообразности подобной формы организации детского отдыха. «Я против всяких Артеков», — заявил Хрущёв на приёме секретарей обкомов ЛКСМУ[53].
- Генеральный Секретарь Итальянской компартии Пальмиро Тольятти скончался в Артеке 21 августа 1964 года в возрасте 71 года.

В канун визита 24 апреля 2008 года в «Артек» супруги Президента Украины Екатерины Ющенко с главной стелы лагеря были демонтированы советские ордена Трудового Красного Знамени и Дружбы народов, а надпись «Международный детский центр» была заменена на «Міжнародний дитячий центр», как было позже заявлено, в связи с реставрацией. Однако по прошествии времени ордена так и не были восстановлены, а на их месте были размещены логотипы МДЦ «Артек» и ЮНЕСКО. 8 августа 2008 года в ходе акции протеста сторонниками КПУ были установлены копии ранее демонтированных орденов. В апреле 2015 года стела была полностью очищена от старых символов. Были установлены светодиодные панели для вывода изображения, полностью покрывающие стелу. С зимы 2018—2019 яркость изображения после наступления вечерних сумерек была существенно снижена, чтобы не ослеплять водителей.
- Во время празднования 75-летия пионерского лагеря «Артек» в 2000 году была вскрыта капсула с посланием пионеров 1960-х годов артековцам 2000 года. Послание было подписано 1200 артековцами из всех республик Советского Союза, затем его уложили в капсулу и запаяли в металлическую ракету, которая в течение 40 лет хранилась на Костровой площади «Артека». На торжественной линейке ракету распилили и извлекли оттуда «письмо в будущее». Пионеры 1960-х годов предполагали, что в 2000 году все народы Земли живут в мире, люди летают на Луну, а в «Артеке» уже есть свой космодром.
- В 1950 году на должности главврача в лагере работал русский немец Манфред Эсси-Эзинг, известный подпольщик и борец с фашизмом.
- 1 июля 2021 года флаг «Артека» впервые был поднят на высочайшую точку России и Европы — западную вершину горы Эльбрус (5642 м) артековцем Чернавским Евгением из города Воронежа.